# غابة الأمازون
غابة الأمازون أو الأمزون هي غابة استوائية مطيرة، يقع الجزء الأكبر منها في البرازيل في قارة أمريكا الجنوبية، يغطي هذا الحوض مساحة 7،000،000 كم²، منها 5،500،000 كم² (2،100،000 ميل مربع) تغطيها الغابات المطيرة. سميت بغابات الأمازون نظراً لمساحتها الكبيرة، وصفها العلماء بأنها «الرئة التي تتنفس الأرض من خلالها»، وذلك بسبب عملية البناء الضوئي التي ينتج عنها الأكسجين، حيث أنها تعتبر أكبر غابة على سطح الأرض.
وتقع غالبية مساحة هذه الغابات داخل البرازيل، مع نسبة 60% من الغابات المطيرة، وتليها البيرو بنسبة 13٪، وكولومبيا بنسبة 10٪، وبنسب أقل في كل من بوليفيا، الإكوادور، غويانا الفرنسية، غيانا، سورينام، وفنزويلا. أطلقت أربع دول تطلق اسم «أمازوناس» على إحدى مناطقها الإدارية من المستوى الأول، تشير فرنسا إلى منطقة الغابات المطيرة المحمية في غيانا الفرنسية باسم «حديقة غويانا الأمازونية». ذكر علماء من البرازيل والولايات المتحدة أن الاعتداءات التي تتعرض لها غابات الأمازون أكبر من المتوقع بحوالي 60 بالمئة، ويتوقع أن تشكل هذه الاعتداءات خطراً على الغابة.
تمثل غابات الأمازون أكثر من نصف الغابات المطيرة المتبقية على كوكب الأرض، وتضم أكبر مساحة من الغابات الاستوائية المطيرة وأكثرها تنوعًا حيويًا في العالم، ما يقدر بنحو 390 مليار شجرة فردية تمثل ما يقرب من 16 ألف نوع.
يعيش أكثر من 30 مليون شخص من 350 مجموعة عرقية مختلفة في المناطق المحيطة بالأمازون، وتنقسم إلى 9 أنظمة سياسية وطنية مختلفة، وتشكل الشعوب الأصلية 9% من إجمالي السكان بالإضافة إلى 60 مجموعة والتي لا تزال معزولة إلى حد كبير.

## علم أصول الكلمات
يُقال أن أصل مصطلح «أمازون» يعود إلى قتال خاضه فرانثيسكو دي أوريانا ضد إحدى جماعات السكان الأصليين في مناطق الأمازون (تدعى تابوياس [الإنجليزية]) وبعض القبائل الأصلية الأخرى، حيث شاركت نساء القبيلة في القتال جنبًا إلى جنب مع الرجال كعادتهم في مثل هذه النزاعات. أطلق فرانثيسكو على المنطقة اسم أمازوناس (Amazonas) الذي اقتبسه من كلمة «أمازونيات» وهي كلمة استخدمها المؤرخان هيرودوت وديودور الصقلي في الأساطير اليونانية لوصف مجموعة من المحاربات الإناث اللاتي تفوقن على بعض الرجال في الرشاقة البدنية والقوة في الرماية ومهارات ركوب الخيل وفنون القتال.

## تاريخ
شهدت منطقة الأمازون صراعات وحروبًا عديدة بين قبيلة جيفاروان والقبائل المجاورة لها. من بين قبائل جيفاروان اشتهر الشوار [الإنجليزية] بممارستهم لصيد الرؤوس وتقليص الرؤوس باعتبارها غنائم. أفاد المبشرون الذين زاروا المنطقة القريبة من الحدود البرازيلية الفنزويلية أن قبائل اليانومامي ابتليت بالصراعات الداخلية والاقتتال المتكرر، مما أدى إلى وفاة أكثر من ثلث ذكور القبيلة في المتوسط.
أما الموندروكو وهي قبيلة محاربة فقد انتشر أفرادها على طول نهر تاباجوس وروافده وكانت القبائل المجاورة تخشاها. في أوائل القرن التاسع عشر، تمكن البرازيليون من إخضاع قبيلة الموندروكو وجعلها مسالمة.
تشير التقديرات إلى أن الأمراض التي جلبها المهاجرون مثل التيفوس والملاريا تسببت في مقتل 40،000 من سكان الأمازون الأصليين خلال طفرة المطاط في الأمازون.
في الخميسنيات؛ دعم المستكشف البرازيلي والمدافع عن حقوق السكان الأصليين كانديدو روندون حملة الأخوين فيلاس بوا [الإنجليزية]، والتي واجهت معارضة شديدة من الحكومة ومربي الماشية في ولاية ماتو غروسو. نتيجة لهذه الحملة أنشأت أول حديقة وطنية للسكان الأصليين في البرازيل على طول نهر شينغو.
في عام 1961، قُتل المستكشف البريطاني ريتشارد ماسون على يد أفراد من قبيلة معزولة في الأمازون تعرف باسم بانارا.

## الجغرافيا

### الموقع

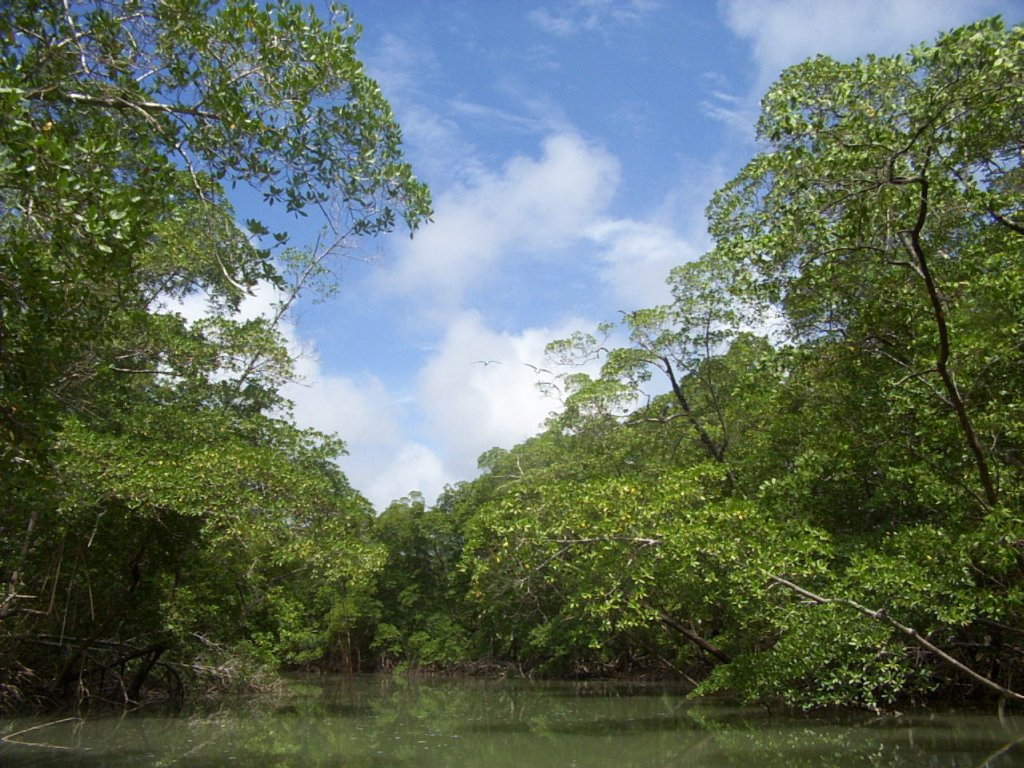
غابات الأمازون

تتقاسم تسع دول في أمريكا الجنوبية حوض الأمازون، تضم البرازيل غالبية الغابات المطيرة في الحوض بنسبة 58.4٪، أما النسبة الباقية فتتوزع على الدول الثماني الأخرى كما يلي: بيرو (12.8٪)، بوليفيا (7.7٪)، كولومبيا (7.1٪)، فنزويلا (6.1٪)، غيانا (3.1٪)، سورينام (2.5٪)، غيانا الفرنسية (1.4٪)، والإكوادور (1٪).

### الطبيعة
من المرجح أن تكون الغابات المطيرة قد ظهرت خلال حقبة الإيوسين (56 مليون إلى 33.9 مليون سنة مضت). ظهرت هذه الغابات عندما اتسع المحيط الأطلسي بشكل كافٍ وجلب معه المناخ الدافئ والرطب إلى حوض الأمازون بعد الانخفاض في درجات الحرارة المدارية على مستوى العاالم. كانت الغابات المطيرة موجودة منذ ما لا يقل عن 55 مليون عام، وظلت غالبية المنطقة خالية من المناطق الأحيائية من نوع السافانا حتى العصر الجليدي الحالي عندما كان المناخ أكثر جفافًا وكانت السافانا أكثر شيوعًا.
من المرجح أن انقراض الديناصورات ووجود المناخ الأكثر رطوبة الذي أعقب حدث الانقراض في العصر الطباشيري الباليوجيني قد سمح للغابات الاستوائية المطيرة بالتوسع في جميع أنحاء القارة، انتشرت الغابات المطيرة جنوبا حتى 45 درجة قبل 66 إلى 34 مليون سنة مضت، سمحت تقلبات المناخ خلال الـ 34 مليون سنة الماضية لمناطق السافانا بالتوسع في المناطق الاستوائية. خلال العصر الأوليغوسيني على سبيل المثال انتشرت الغابة المطيرة على نطاق ضيق نسبيًا، وعادت للإنتشار مرة أخرى خلال العصر الميوسيني الأوسط، ثم انحسرت إلى داخل القارة في الغالب في العصر الجليدي الأخير. ومع ذلك ازدهرت الغابات المطيرة خلال هذه العصور الجليدية، مما سمح ببقاء وتطور مجموعة متنوعة من الأنواع والكائنات الحية.

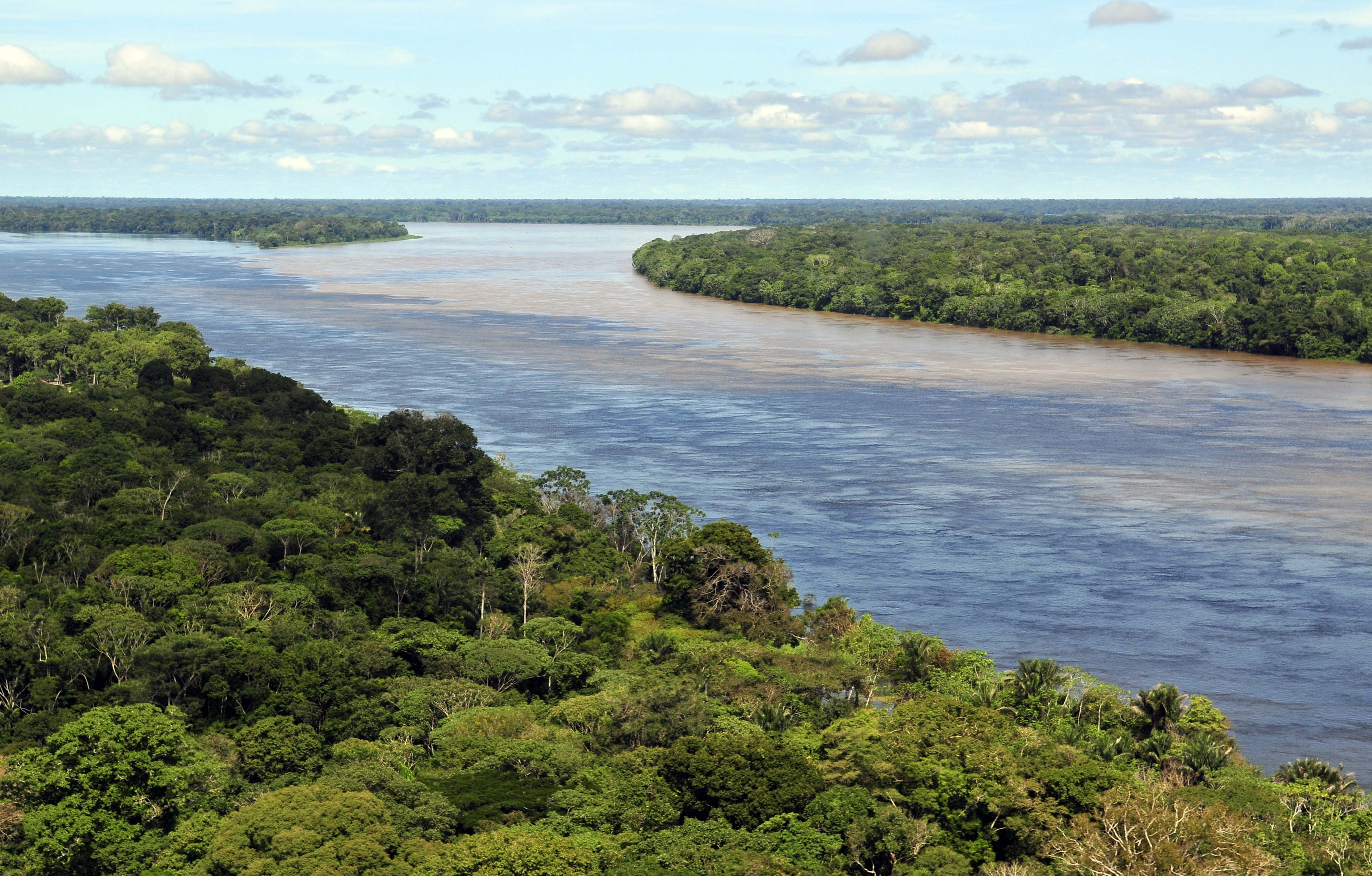
منظر جوي لغابات الأمازون المطيرة بالقرب من ماناوس.

يُعتقد أن حوض تصريف الأمازون انقسم على طول منتصف القارة بواسطة قوس بيروس [الإنجليزية] خلال منتصف العصر الأيوسيني. تدفقت المياه على الجانب الشرقي نحو المحيط الأطلسي، بينما تدفقت المياه على الجانب الغربي باتجاه المحيط الهادئ عبر حوض الأمازون. ومع ارتفاع جبال الأنديز نشأ حوض كبير يحيط ببحيرة يُعرف اليوم باسم حوض سوليموس [الإنجليزية]. في غضون 5-10 ملايين سنة مضت، اخترقت هذه المياه المتراكمة قوس بيروس لتنضم إلى المياه المتدفقة على الجانب الشرقي نحو المحيط الأطلسي.
هناك أدلة على حدوث تغيرات كبيرة في الغطاء النباتي لغابات الأمازون المطيرة على مدى 21000 سنة الماضية خلال عصر الذروة الجليدية الأخيرة وما تلاها من إنحلال جليدي [الإنجليزية]. تُظهر تحليلات الرواسب من الحفريات القديمة لحوض الأمازون أن هطول الأمطار في الحوض خلال عصر الذروة الجليدية الأخيرة كان أقل مما هو عليه الآن، ارتبط هذا الانخفاض بشكل شبه مؤكد بانخفاض الغطاء النباتي المداري الرطب في الحوض.
في الوقت الحاضر، يبلغ معدل هطول الأمطار السنوي في الأمازون ما يقارب من 9 أقدام سنويًا. ومع ذلك هناك خلاف بين العلماء حول مدى شدة إنخفاض الهطول المطري. يجادل بعض العلماء بأن الغابات المطيرة قد تقلصت إلى جيوب صغيرة معزولة محاطة بغابات مفتوحة ومراعي، بينما يجادل علماء آخرون بأن الغابات المطيرة ظلت سليمة إلى حد كبير، وإن كانت بتغطية جغرافية أقل في الشمال والجنوب والشرق مقارنة بمداها الحالي. من الصعب تسوية هذا الجدل بسبب القيود العملية عند إجراء البحوث في الغابات المطيرة، مما يعني أنَّ أخذ عينات البيانات سيكون منحازا وبعيدًا عن مركز حوض الأمازون، لكن كلا الفرضيتين مدعومتان جيدًا نسبيًا بالأدلة الحالية.

### هبوب الرياح الصحرواية
حوالي 56٪ من الغبار الذي يغذي غابات الأمازون المطيرة مصدره حوض بوديلي [الإنجليزية] في الصحراء الكبرى شمال تشاد. يحتوي الغبار على الفوسفور الضروري لنمو النبات، فيعمل على تعويض النقص الحاصل في كمية الفسفور في تربة الأمازون التي تقل سنويًا بسبب الأمطار والفيضانات.
قاس القمر الصناعي كاليبسو التابع لوكالة الفضاء الأمريكية (ناسا) كمية الغبار الذي تنقله الرياح من الصحراء الكبرى إلى الأمازون: في المتوسط يتطاير 182 مليون طن من الغبار من الصحراء كل عام من المنطقة الواقعة عند خط طول 15 درجة غربًا، ثم تقطع الرياح المحملة بالغبار مسافة 2600 كم (1600 ميل) فوق المحيط الأطلسي (يسقط بعض الغبار في المحيط)، وعند خط طول 35 درجة غربًا على الساحل الشرقي لأمريكا الجنوبية يسقط 27.7 مليون طن (15 ٪) من الغبار فوق حوض الأمازون (22 مليون طن منه يحتوي على الفوسفور)، بينما يظل 132 مليون طن من الغبار عالقًا في الهواء، تنقل الرياح مرة أخرى حوالي 43 مليون طن من الغبار ليسقط في البحر الكاريبي عند 75 درجة غربًا.
يعمل القمر كاليبسو على مسح الغلاف الجوي للأرض باستخدام جهاز قياس المدى بالليزر لتحديد التوزيع الرأسي للغبار والجسيمات الأخرى. يتعقب كاليبسو عمود الغبار في الصحراء الكبرى وحوض الأمازون بانتظام. درس كاليبسو الاختلافات في كميات الغبار المنقولة وكشف عن انخفاض بنسبة 86 ٪ بين أعلى حجم منقول من الغبار (عام 2007) وأدنى حجم (عام 2011)، يعود سبب هذا الانخفاض إلى مناخ منطقة الساحل وهي رقعة طويلة من التضاريس شبه القاحلة على الحدود الجنوبية للصحراء. اكتشف الباحثون وجود صلة بين هطول الأمطار في الساحل وكمية الغبار المنقولة فوق المحيط الأطلسي، يتناقص حجم الغبار في منطقة الساحل مع زيادة هطول الأمطار، إذ يؤدي هطول الأمطار الغزيرة إلى نمو المزيد من الغطاء النباتي، فتصبح الرمال أقل عرضة للتعرية بفعل الرياح.

### النشاط البشري
وفقًا للتنقيب والأدلة الأثرية التي عثر عليها في كافيرنا دا بيدرا بينتادا [الإنجليزية] يرجح أن الاستيطان البشري في منطقة الأمازون قد بدأ منذ 11200 عام على الأقل، أدى التطور اللاحق إلى ظهور مستوطنات في عصر ما قبل التاريخ انتشرت حول حدود الغابة وحتى عام 1250 م مما أدى إلى تغيرات في الغطاء الحرجي. ساد اعتقاد ولفترة طويلة بأن غابة الأمازون مأهولة بعدد قليل جدًا من البشر، فالتربة فيها فقيرة وغير خصبة مما يجعلها غير قابلة للزراعة وتوفير الغذاء اللازم لأعداد كبيرة من السكان، أيدت عالمة الآثار بيتي ميجر [الإنجليزية] هذه النظرية وذكرتها في كتابها "الأمازون: الإنسان والثقافة في جنة زائفة" (Amazonia: Man and Culture in a False Paradise)، ادعت ميجر أن غابة الأمازون يمكنها أن تتحمل كثافة سكانية تبلغ 0.2 شخص لكل كيلومتر مربع (0.52 / ميل مربع) فقط كحد أقصى، وأن الزراعة ضرورية لدعم عدد أكبر من السكان.
ومع ذلك أشارت النتائج الأنثروبولوجية الحديثة إلى أن المنطقة كانت مكتظة بالسكان بالفعل. يعتقد أن حوالي 5 ملايين شخص قد عاشوا في منطقة الأمازون عام 1500، منهم من كان يسكن المستوطنات الساحلية مثل تلك الموجودة في حضارة ماراجو [الإنجليزية] ومنهم من سكن المناطق الداخلية. بحلول عام 1900 انخفض عدد سكان الأمازون إلى مليون نسمة وبحلول أوائل الثمانينيات كان عددهم أقل من 200،000.
في عام 1542؛ أصبح فرانثيسكو دي أوريانا أول أوروبي يسافر على طول نهر الأمازون. وفي عام 2011 عَرضت هيئة الإذاعة البريطانية (بي بي سي) مسلسل وثائقي تلفزيوني بعنوان (تاريخ غير طبيعي) ذُكر فيه أن أوريانا كان محقًا في اكتشافاته في القرن السادس عشر التي تفيد بوجود حضارة معقدة تزدهر على طول نهر الأمازون، وهو خلاف ما كان يُفترض سابقًا من أن أوريانا كان يبالغ في اكتشافاته. يُعتقد أن الحضارة قد دمرت فيما بعد بسبب انتشار الأمراض من أوروبا مثل الجدري. درس المغامر البريطاني بيرسي فوسيت هذه الحضارة في أوائل القرن العشرين، أسفرت مهماته عن نتائج مخيبة للآمال واختفى لسبب غير مفهوم في رحلته الأخيرة. كان اسم مدينة Z هو الاسم الذي أطلقه على هذه الحضارة المفقودة منذ زمن طويل.
منذ سبعينيات القرن الماضي، اكتشفت العديد من النقوش الجيوغليفية في الأراضي التي أزيلت منها الغابات والتي يرجع تاريخها إلى ما بين 1-1250 بعد الميلاد، مما عزز الادعاءات عن وجود حضارات نشأت في هذه المنطقة في العصر قبل الكولومبي. يعود الفضل إلى أونديمار دياس في اكتشاف هذه النقوش لأول مرة في عام 1977، ويعود الفضل إلى العالم رانزي في اكتشاف المزيد من هذه النقوش بعد تحليقه بالطائرة فوق ولاية أكري.

## التنوع البيولوجي، النباتات والحيوانات

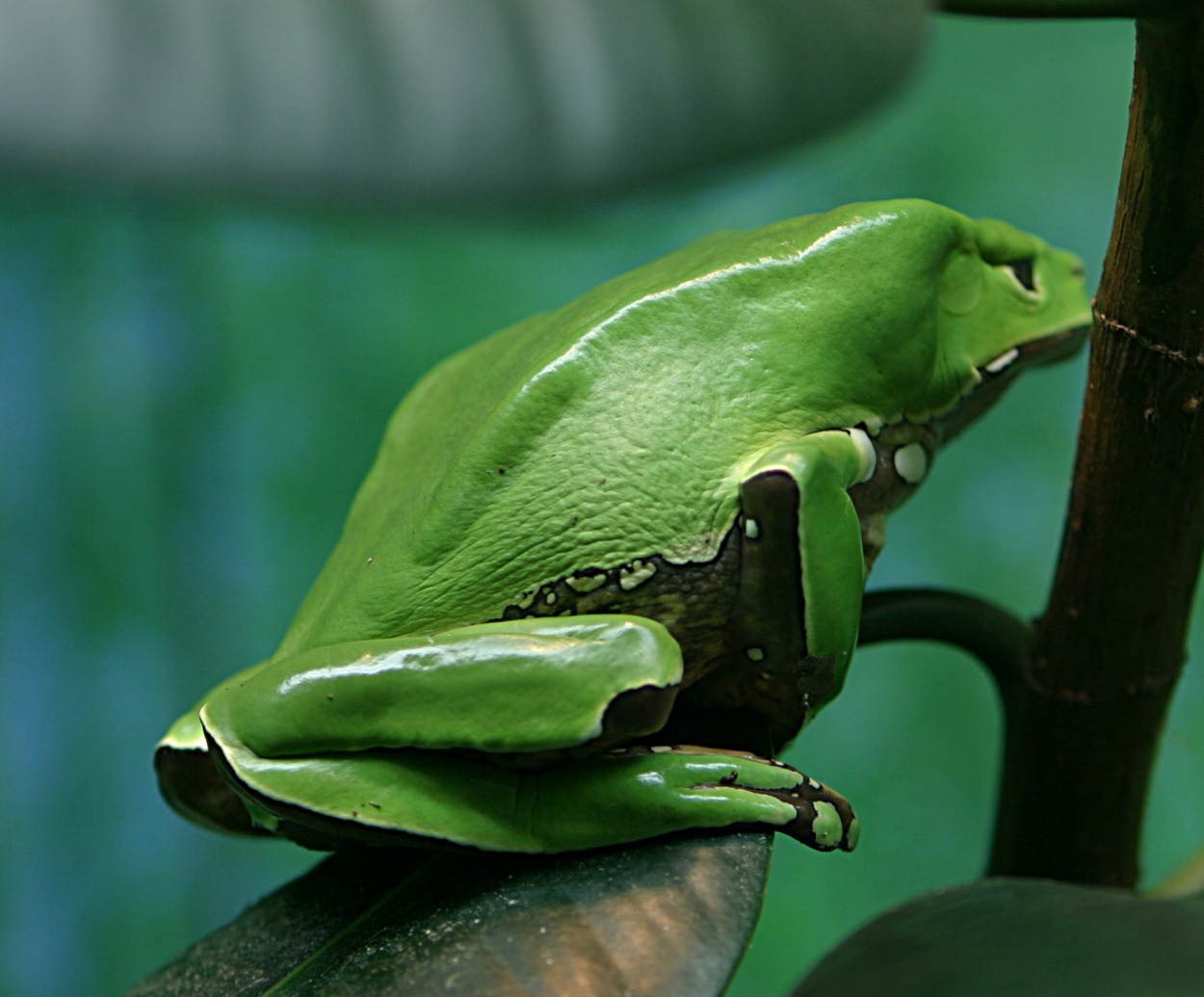
تهدد إزالة الغابات في غابات الأمازون المطيرة العديد من أنواع ضفادع الأشجار الحساسة جدًا للتغيرات البيئية (في الصورة: ضفدع الأوراق العملاق)

الغابات المدارية المطيرة هي الحيوم الأكثر اشتمالاً على الأنواع الحية، كما أن الغابات المدارية في القارتين أكثر تنوعاً بيولوجياً من الغابات المطيرة في أفريقيا وآسيا، لكونها أكبر بقعة من الغابات المدارية في القارتين الشمالية والجنوبية، تتمتع غابات الأمازون المطيرة بتنوع حيوي فريد، حيث يعيش نوع من كل عشرة أنواع حية في العالم في غابات الأمازون المطيرة، وهو ما يشكل أكبر تجمع من النباتات والحيوانات والأنواع الحية في العالم، تعتبر هذه المنطقة موطن لحوالي 2.5 مليون نوع من الحشرات، وعشرات الآلاف من أنواع النباتات، وما يقارب من 2000 نوع من الثدييات والطيور. حتى الآن صُنّفت في هذه المنطقة علمياً على الأقل 40،000 نوع من النباتات، و2200 نوع من الأسماك، و1294 نوع من الطيور، و427 نوع من الثدييات، و428 نوع برمائي، و378 نوع من الزواحف. يوجد واحد من كل خمسة أنواع من الطيور في غابات الأمازون المطيرة، كما يعيش واحد من كل نوع من الأسماك في أنهار وجداول الأمازون ووصف العلماء ما بين 96،660 و128،843 نوع من اللافقاريات في البرازيل وحدها.
هذا التنوع البيولوجي من أنواع النباتات هو الأعلى على كوكب الأرض، إذ توصلت دراسة في 2001 إلى أن ربع كيلومتر مربع (62 فدان) من غابات الإكوادور المطيرة هو موطن لأكثر من 1100 نوع من الأشجار. توصلت دراسة في 1999 أن كيلومترًا مربعًا (247 فدانا) من غابات الأمازون المطيرة يمكن أن يحتوي على ما يقارب 90،790 طنًا من النباتات الحية. حتى الآن سُجل ما يقارب 438،000 نوع من النباتات ذات الأهمية الاقتصادية والاجتماعية في المنطقة مع وجود المزيد الذي لم يُكتشف أو يُسجل بعد. يُقدر العدد الكلي لأنواع الأشجار في المنطقة بحوالي 16،000.
تؤثر التقلبات الموسمية على حجم الأوراق الخضراء للنباتات والأشجار في الغابات المطيرة بحوالي 25٪. يزداد حجم الأوراق طوال موسم الجفاف عندما تكون أشعة الشمس في ذروتها، ثم تتقلص خلال موسم الأمطار الغائم. تحافظ هذه التغيرات في الحجم على توازن الكربون بين التمثيل الضوئي والتنفس.
تعد الغابات المطيرة موطنًا للعديد من الكائنات التي تشكل تهديدًا للإنسان. بعض أكبر الأنواع المفترسة مثل الكيمن الأسود والجاغوار والكوغار والأناكوندا خطيرة بشكل خاص. بالإضافة إلى ذلك يمكن أن تسبب ثعابين السمك الكهربائية في النهر صدمة كهربائية مميتة، بينما من المعروف أن أسماك البيرانا المفترسة تعض وتسبب الأذى للإنسان. علاوة على ذلك هناك العديد من أنواع الضفادع السامة التي تفرز السموم من خلال جلدها، الغابات المطيرة أيضا هي موطن للعديد من الطفيليات وناقلات الأمراض. الخفافيش مصاصة الدماء على سبيل المثال منتشرة في الأمازون ويمكن أن تنقل فيروس داء الكلب إلى البشر، يمكن أن يصاب الإنسان أيضًا بالملاريا والحمى الصفراء وحمى الضنك.
التنوع البيولوجي في الأمازون مهدد وفي خطر متزايد، يعود السبب في المقام الأول إلى فقدان الموائل بسبب إزالة الغابات وزيادة الحرائق. يعتقد أن أكثر من 90٪ من أنواع النباتات والفقاريات الأمازونية (13000-14000 في المجموع) ربما تكون قد تأثرت إلى حد ما بالحرائق.

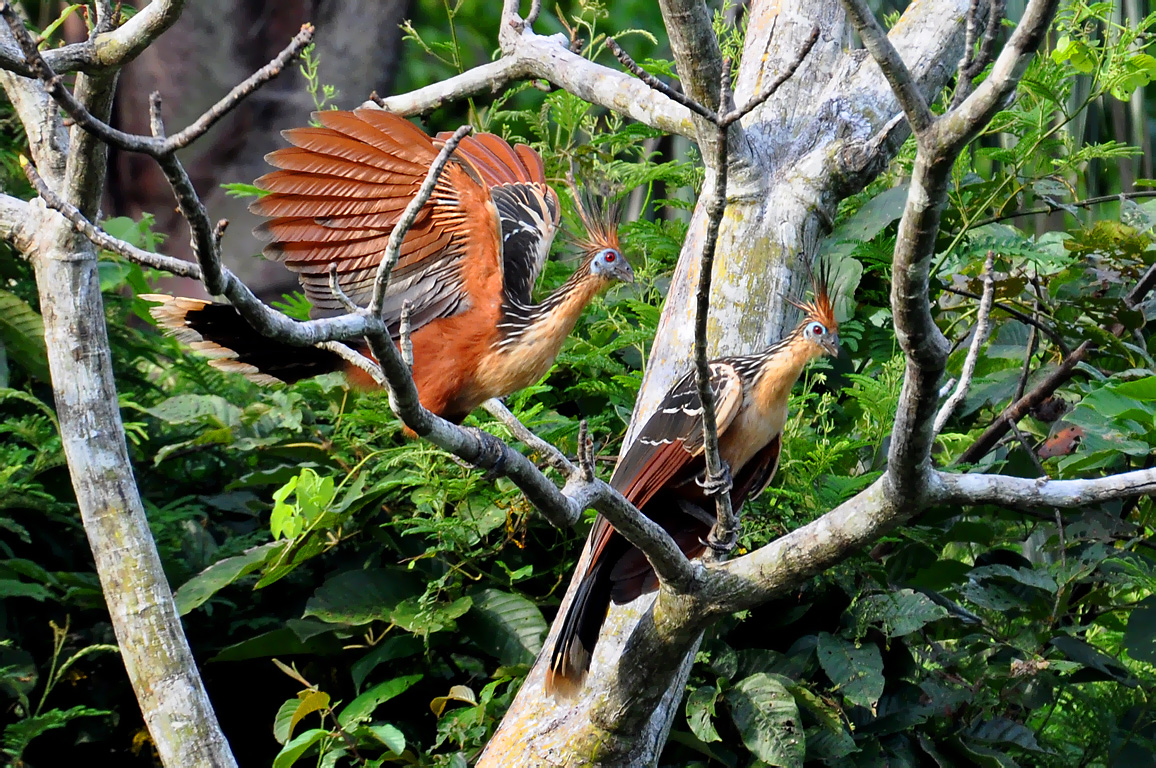
طائر الهواتزين
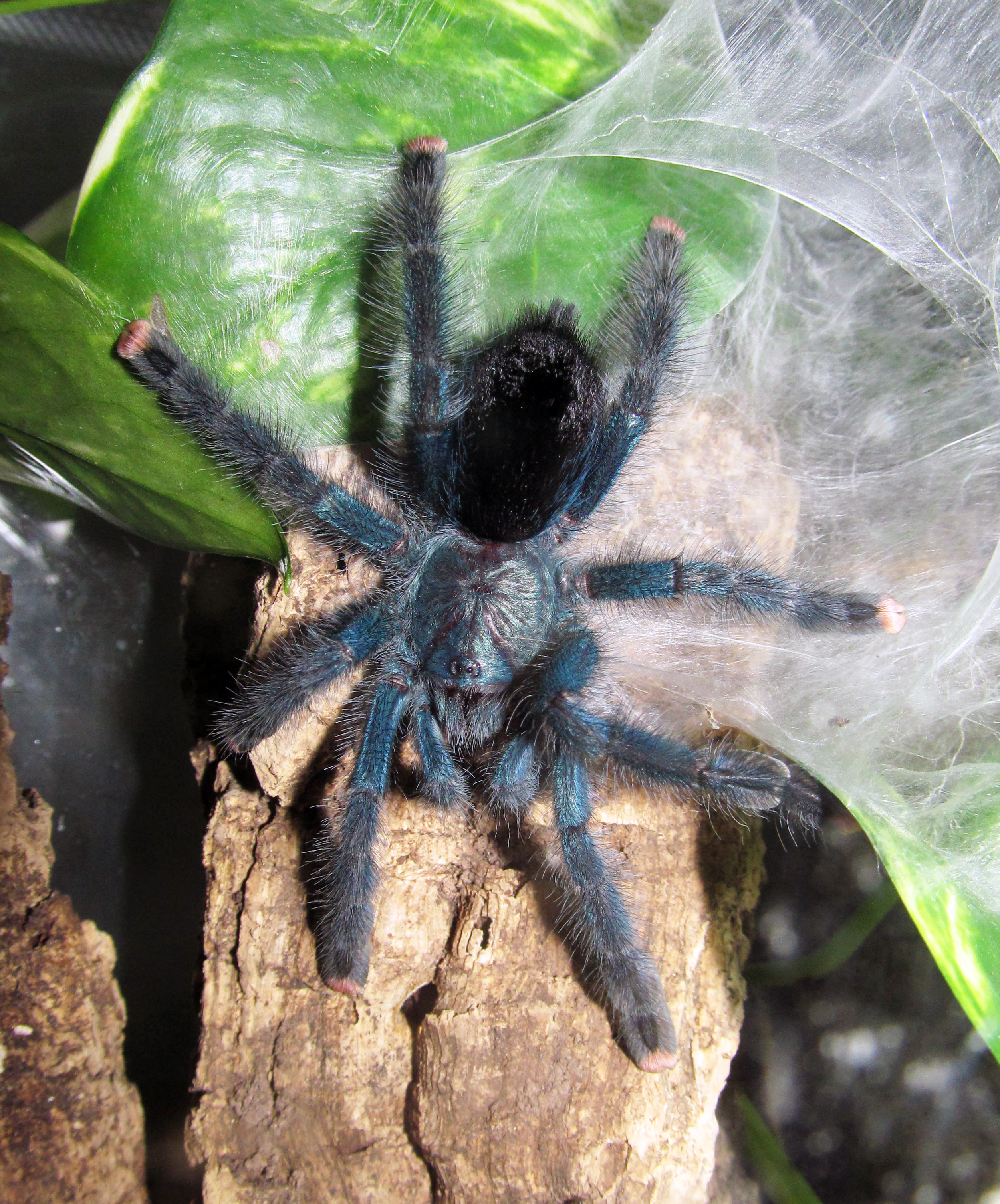
عنكبوت (رتيلاء الشكل)
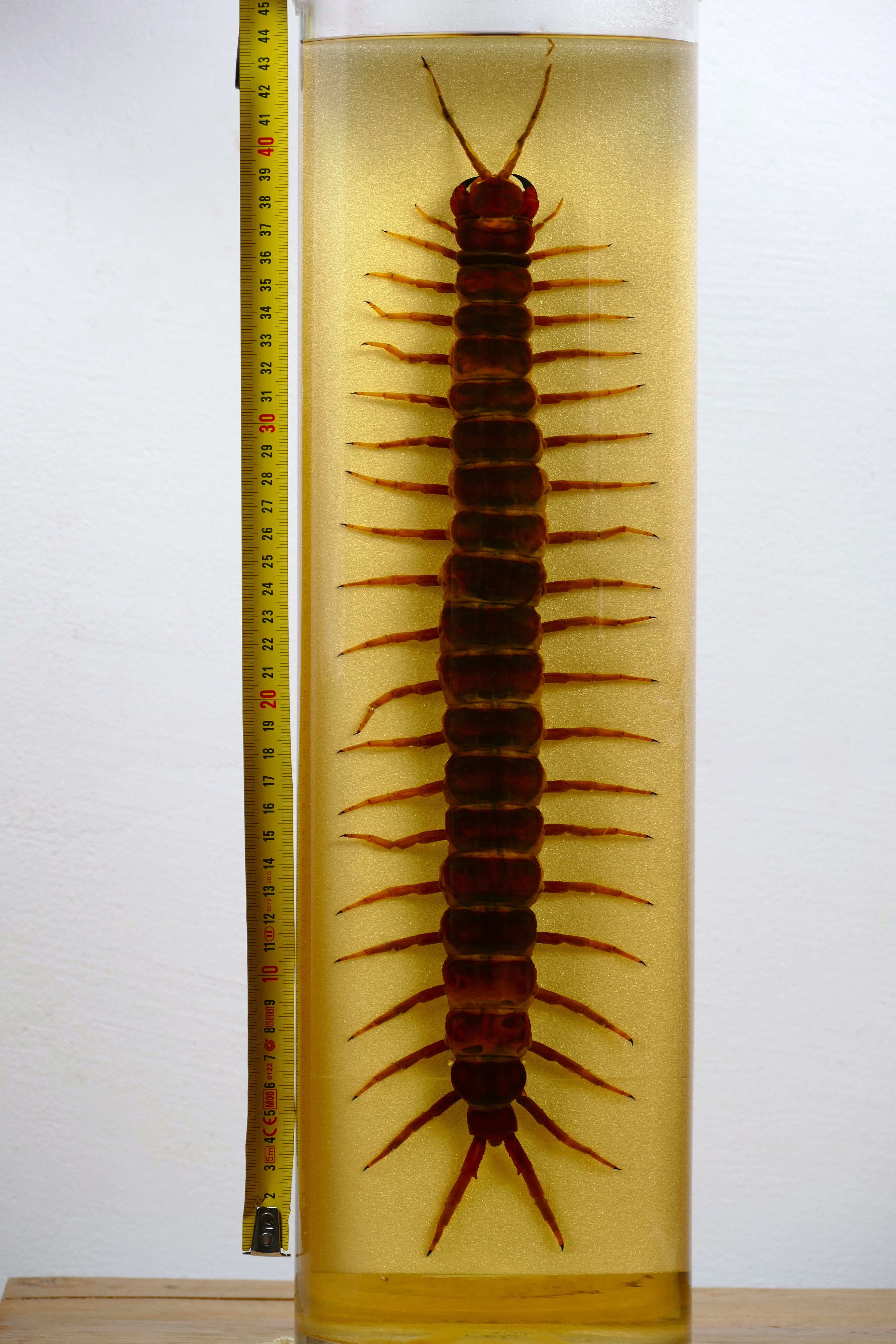
حريش الأمازون العملاق
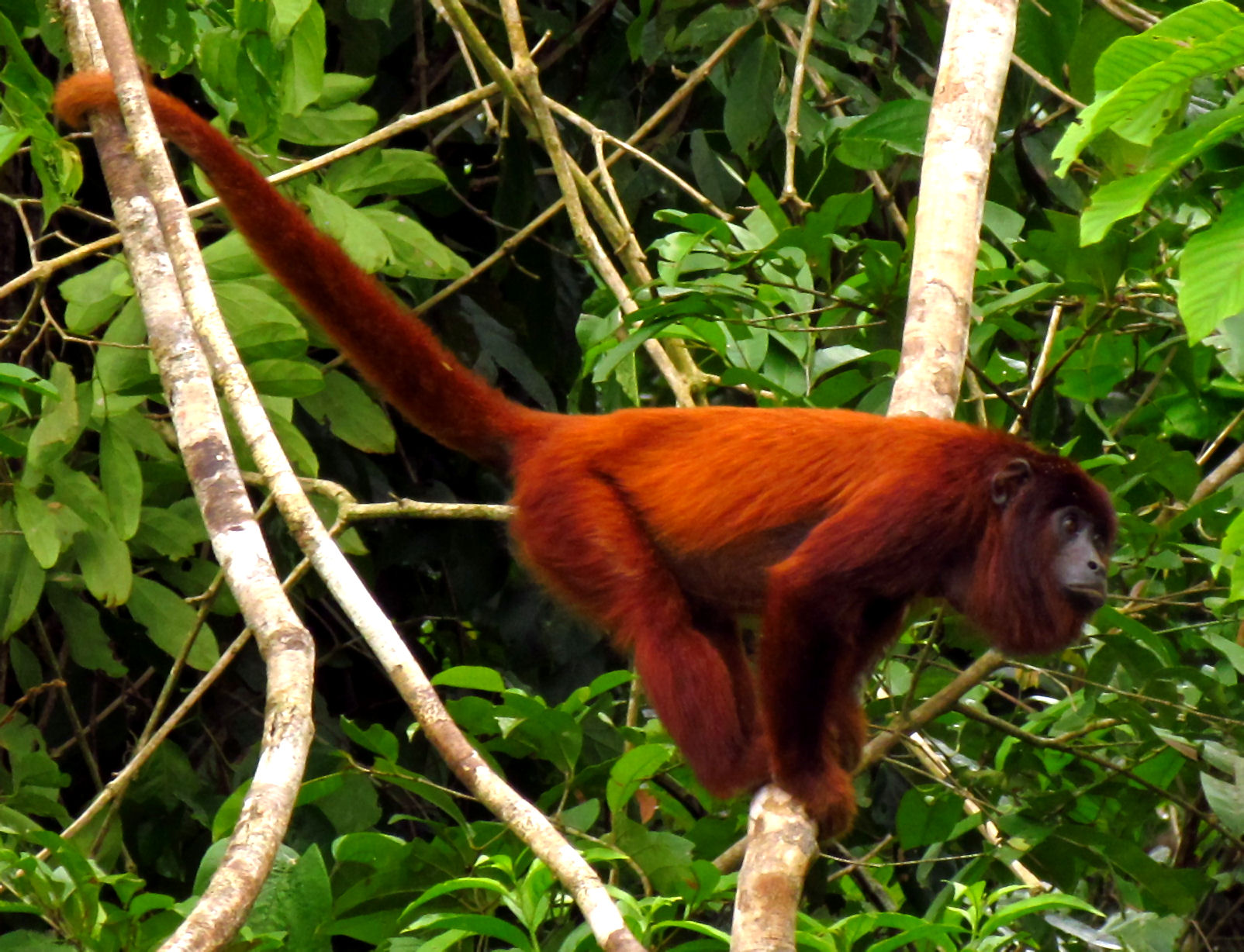
سعدان العواء
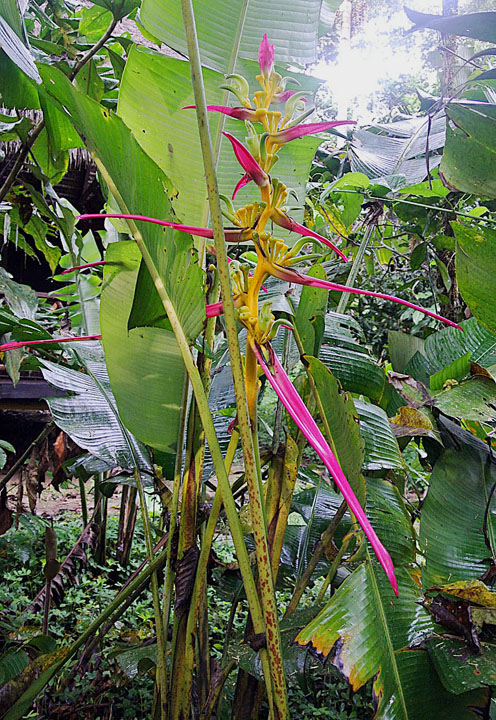
نبات الهيليكونيا
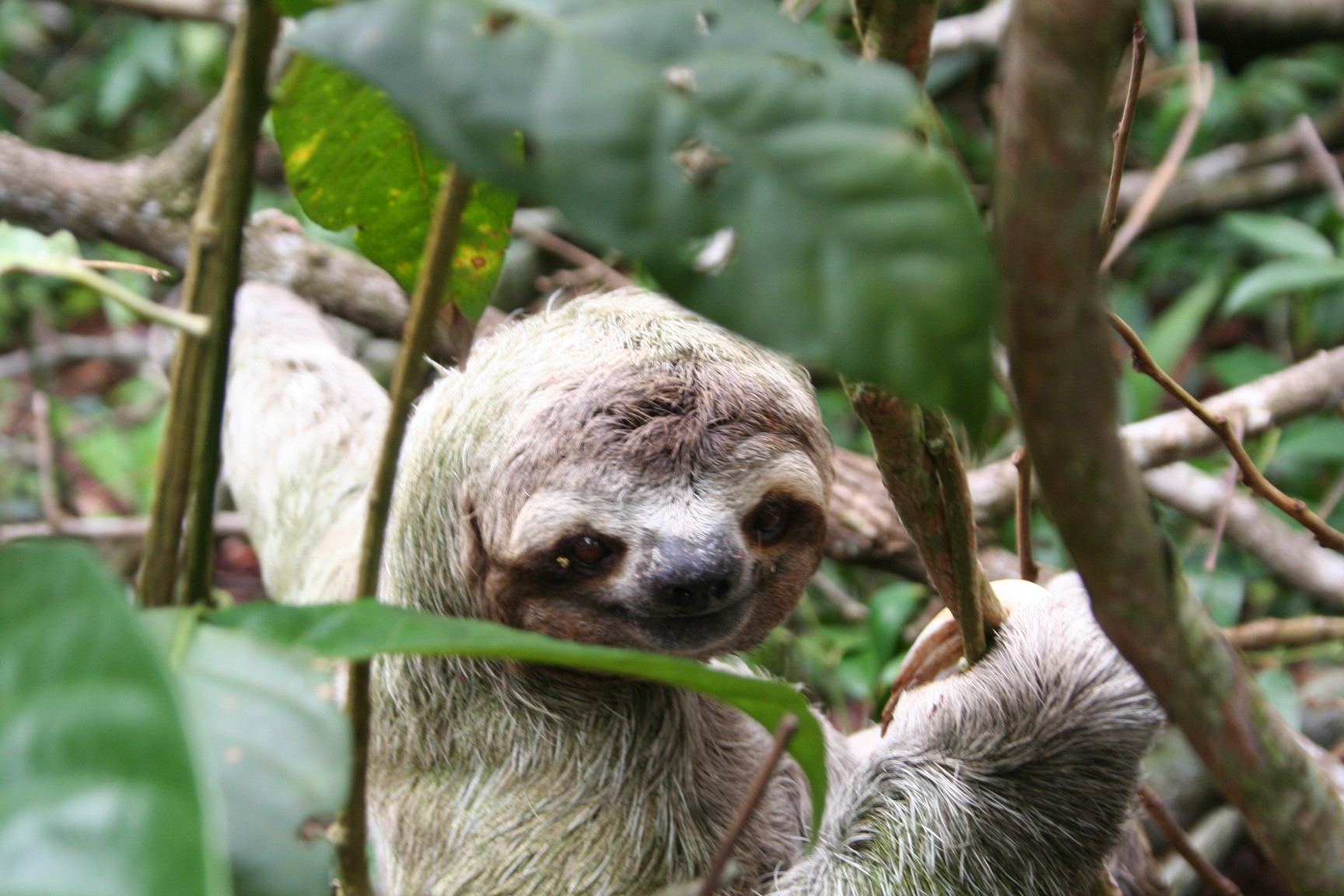
كسلان بني الحنجرة
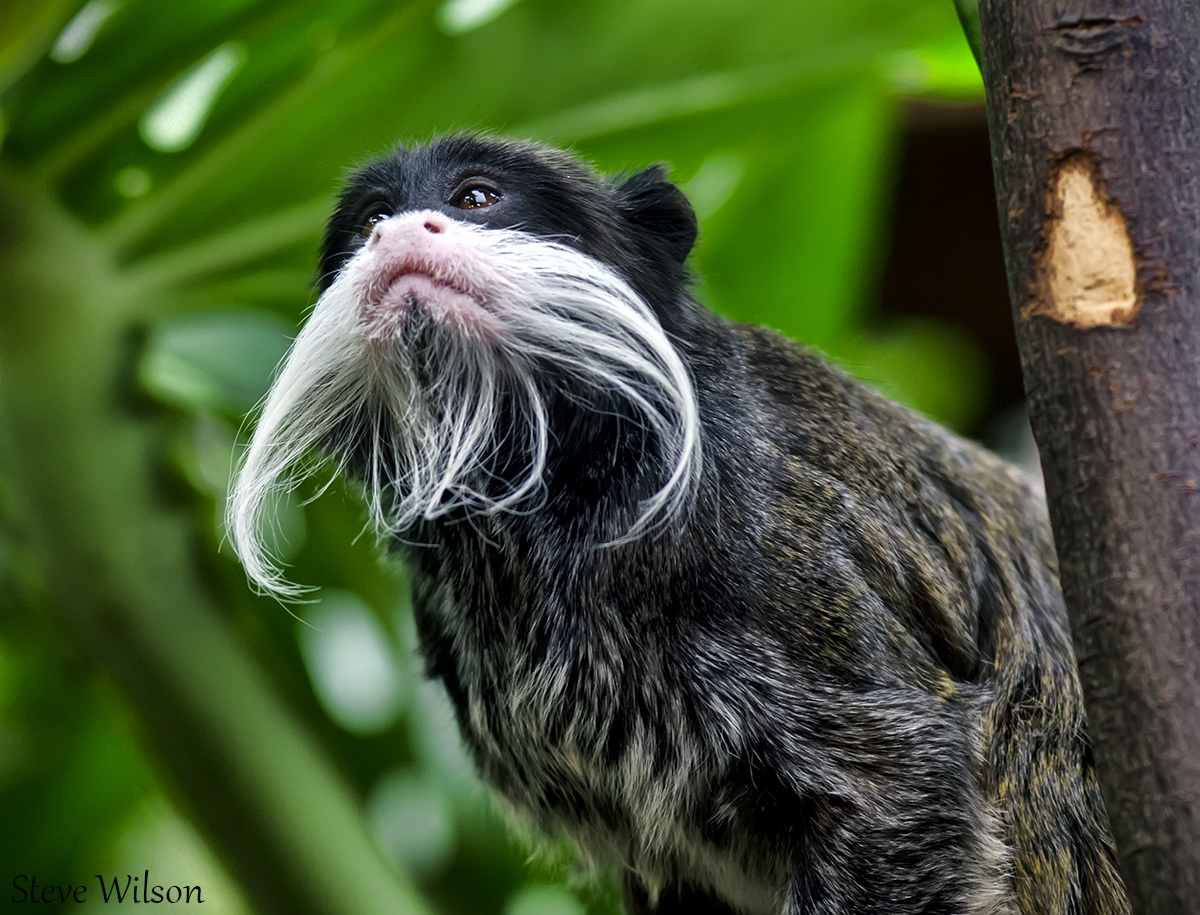
طمارين الإمبراطور
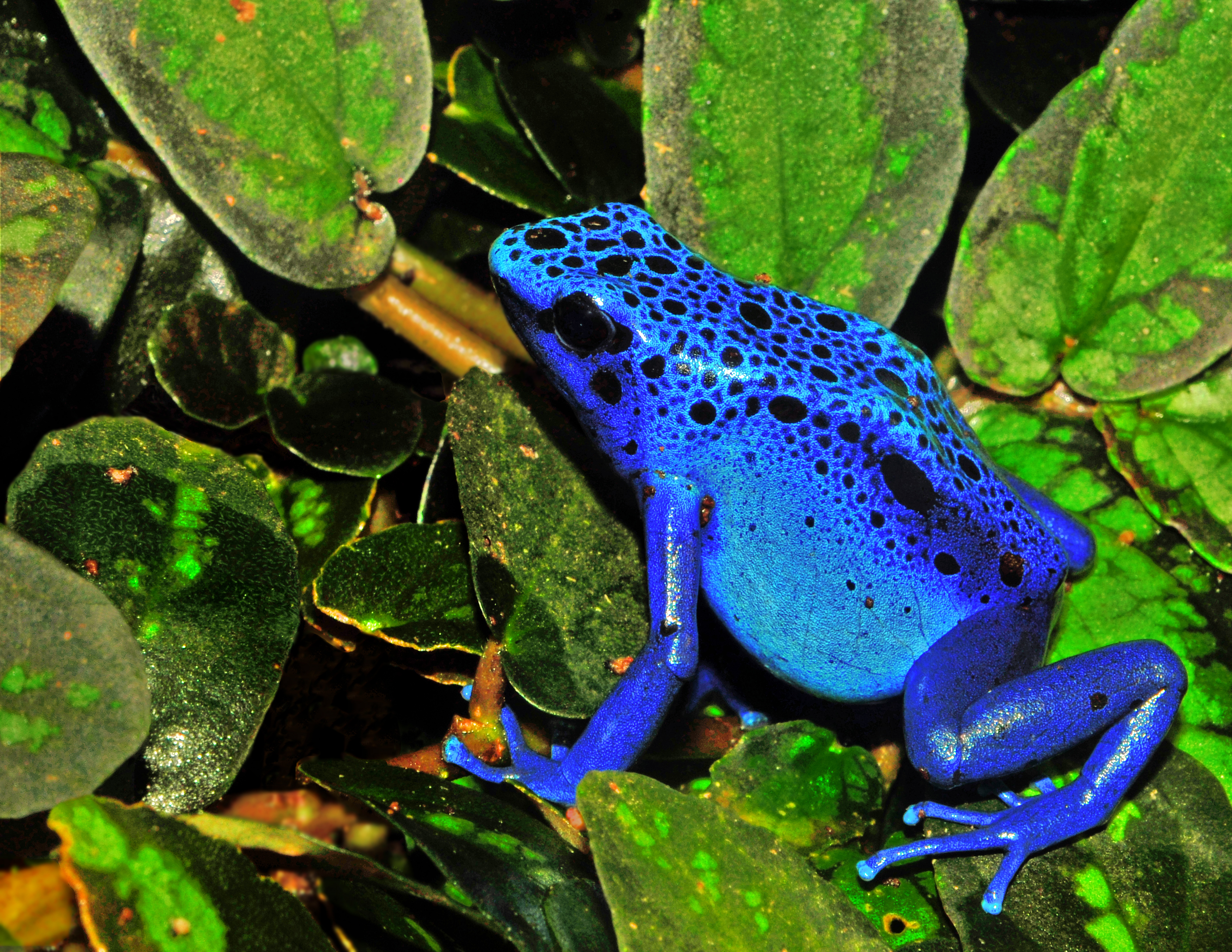
الضفدع السام الأزرق [الإنجليزية]
واكاري أصلع
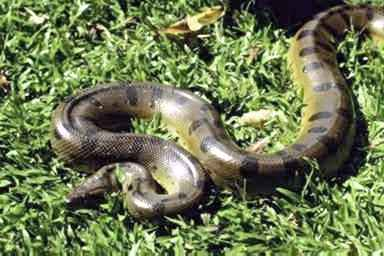
أناكوندا خضراء
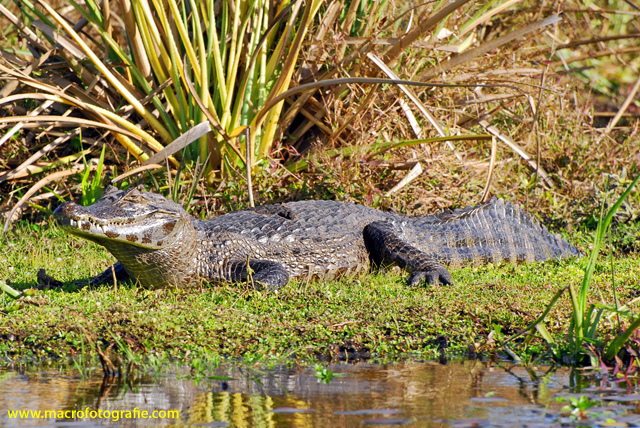
كيمن أسود
يغور أمريكا الجنوبية
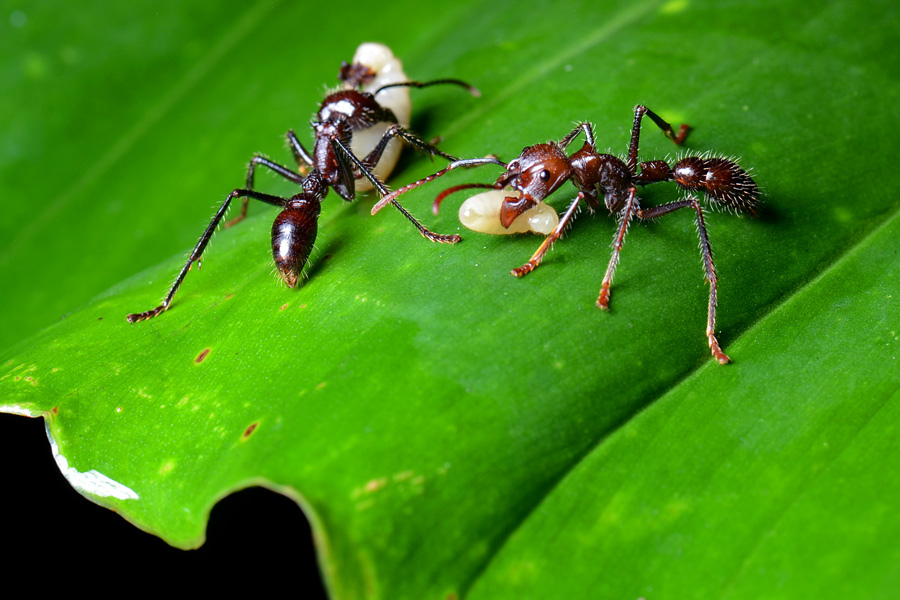
النملة الرصاصة
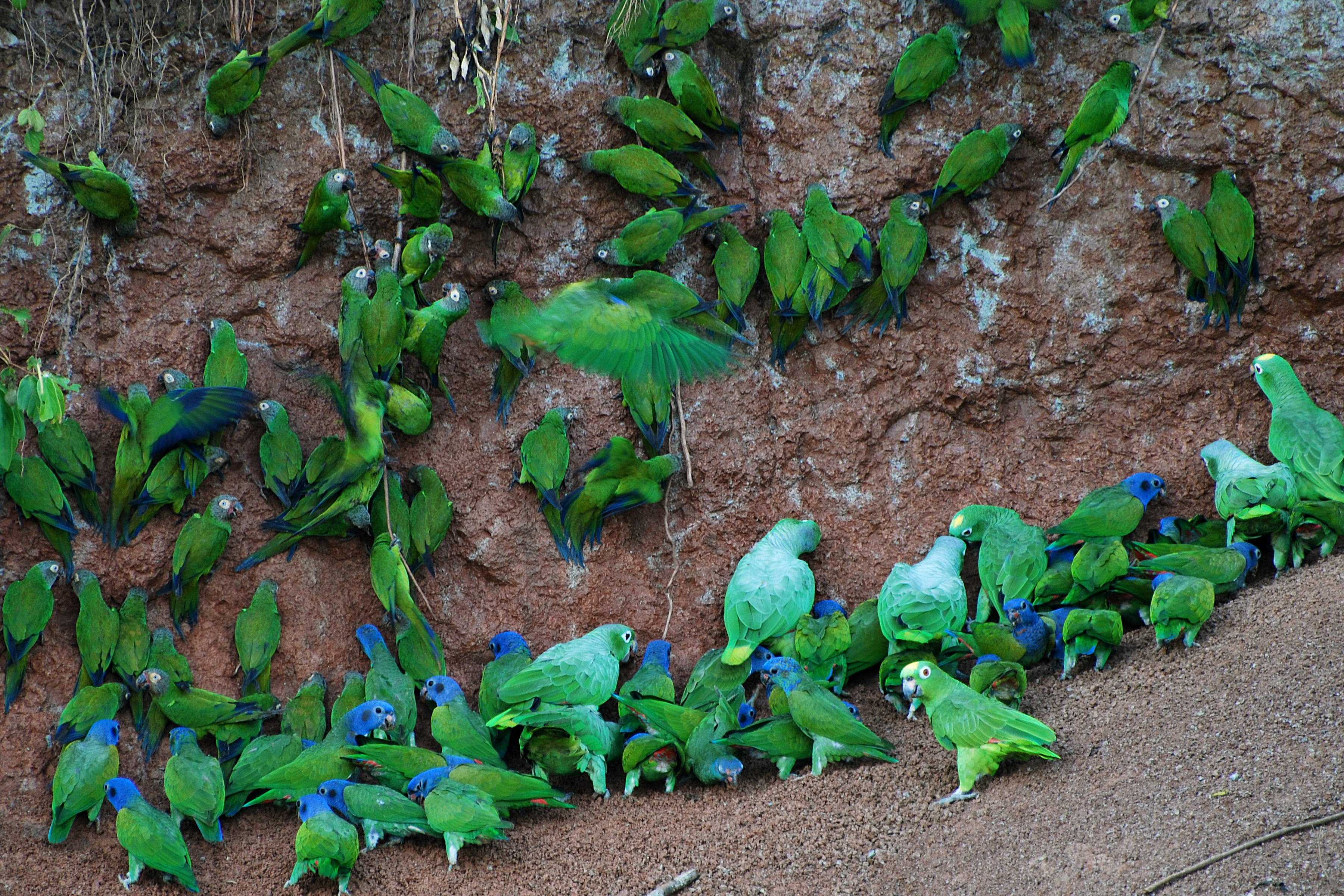
مجموعة من الببغاوات
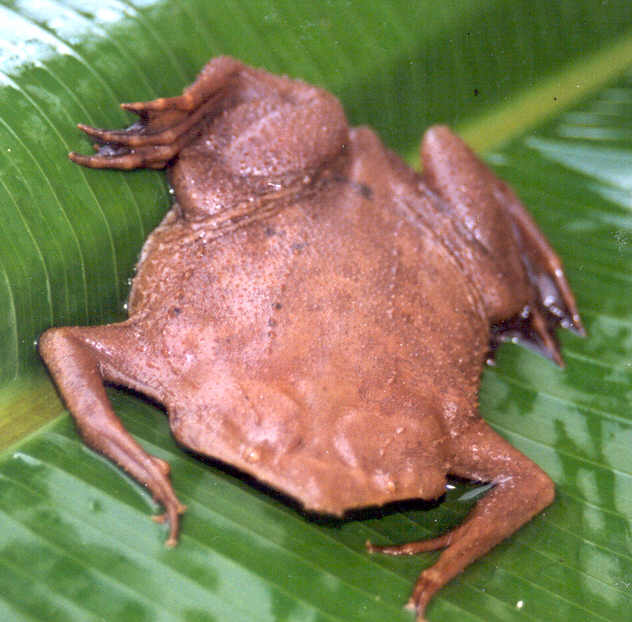
علجوم سورينام
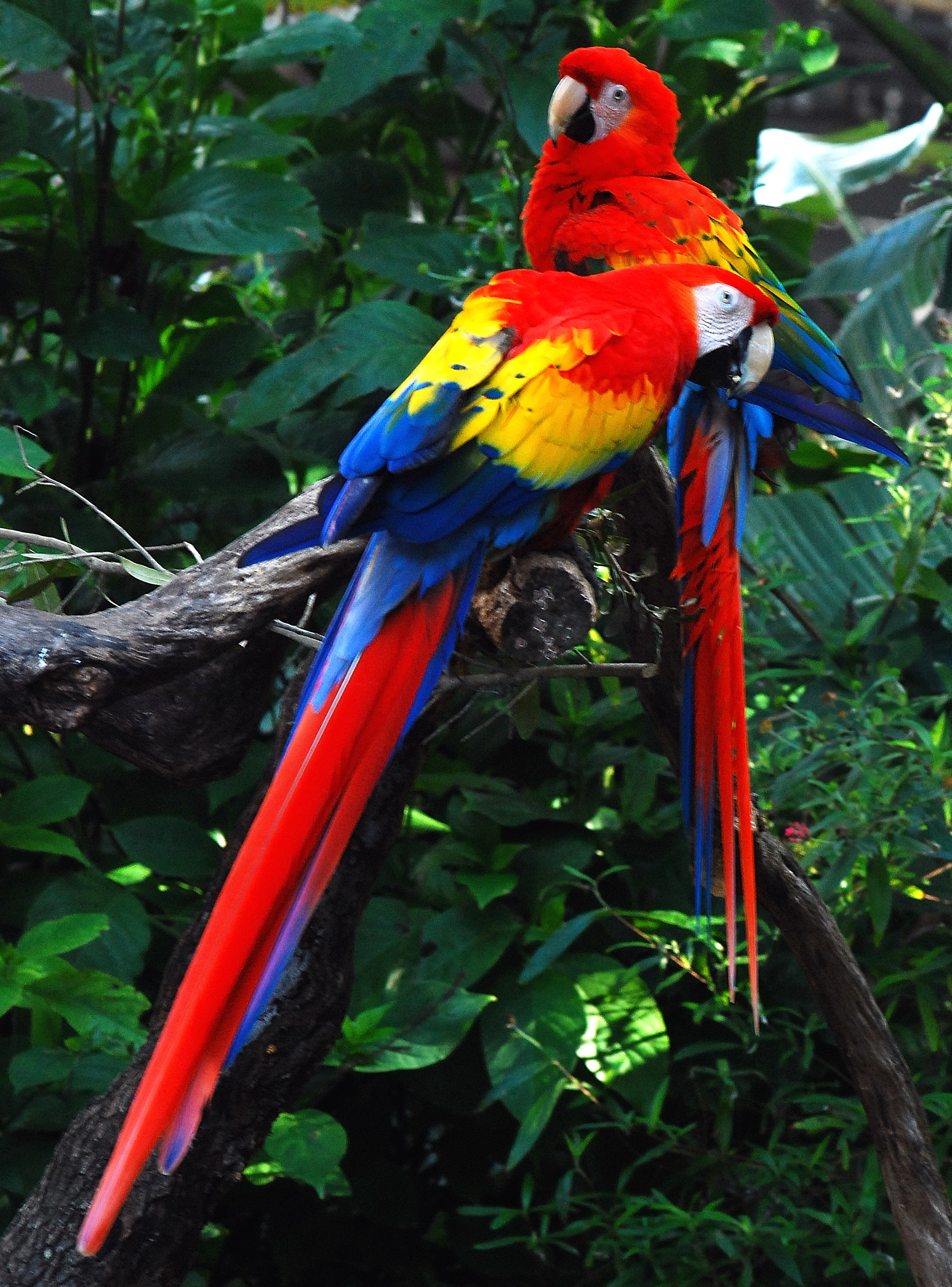
مكاو قرمزي

## إزالة الغابات

رسم بياني يوضح البلدان العشرة الأولى في فقدان الغابات الاستوائية حيث تتصدر البرازيل هذه البلدان (2021).

إزالة الغابات «هو تحويل مناطق مليئة بالأشجار إلى مناطق جرداء وقتل الملايين من الكائنات الحية التي تعيش في تلك الغابات سواء الطيور أو الحيوانات أو الحشرات أو حتى الأوراق». المصدر الرئيسي لإزالة الغابات في الأمازون هو الاستيطان البشري وتطور الأراضي. وقد أدى هذا إلى تدمير حوالي 17% من غابات الأمازون المطيرة في عام 2018. قد تسبب إزالة الغابات بنسبة متراوحة من 20%-25% إلى نقطة اللا عودة نتيجة للأضرار التي تلحق بها.
قبل أوائل الستينيات، كان الوصول إلى داخل الغابة مقيدًا للغاية، وظلت الغابة سليمة بشكل أساسي. كانت المزارع التي أُنشِئت خلال الستينيات تعتمد على زراعة المحاصيل وطريقة القطع والحرق. ومع ذلك، لم يتمكن المستعمرون من إدارة حقولهم ومحاصيلهم بسبب فقدان خصوبة التربة وغزو الحشائش. التربة في الأمازون منتجة لفترة قصيرة فقط، لذلك ينتقل المزارعون باستمرار إلى مناطق جديدة وتنظيف المزيد من الأراضي. أدت هذه الممارسات الزراعية إلى إزالة الغابات وتسببت في أضرار بيئية واسعة النطاق. حيث أن المناطق التي تم تطهيرها من الغابات يمكن رؤيتها بالعين المجردة من الفضاء الخارجي.
في السبعينيات بدأ العمل لبناء الطريق السريع العابر للأمازون. مثَّل هذا الطريق السريع تهديدًا كبيرًا لغابات الأمازون المطيرة. ولكون هذا المشروع قد توقف ولم يكتمل بعد، فقد حد ذلك من الأضرار البيئية.
من عام 1991 إلى عام 2000، شهدت غابة الأمازون زيادة كبيرة في إجمالي مساحة الغابات المفقودة والتي ارتفعت من 415،000 إلى 587،000 كيلومتر مربع (160،000 إلى 227،000 ميل مربع). كان سبب إزالة الغابات في المقام الأول هو تحويلها إلى مراعي للماشية. إذ استخدمت 70% من الأراضي التي كانت غابات سابقًا في الأمازون، و 91% من الأراضي التي أزيلت منها الغابات منذ عام 1970 كمراعي. تعد البرازيل حاليًا أكبر منتج عالمي لفول الصويا. ومع ذلك، فإن الدراسات الحديثة تشير إلى أنه كلما زاد عدد الغابات المطيرة في الأمازون كلما قل هطول الأمطار الذي يصل إلى المنطقة، وبالتالي انخفض العائد من فول الصويا لكل هكتار. لذلك على الرغم من التصور الشائع، لا تجني البرازيل أي فوائد اقتصادية عندما يتعلق الأمر بقطع الأشجار في مناطق الغابات المطيرة وتحويلها إلى مراعي.

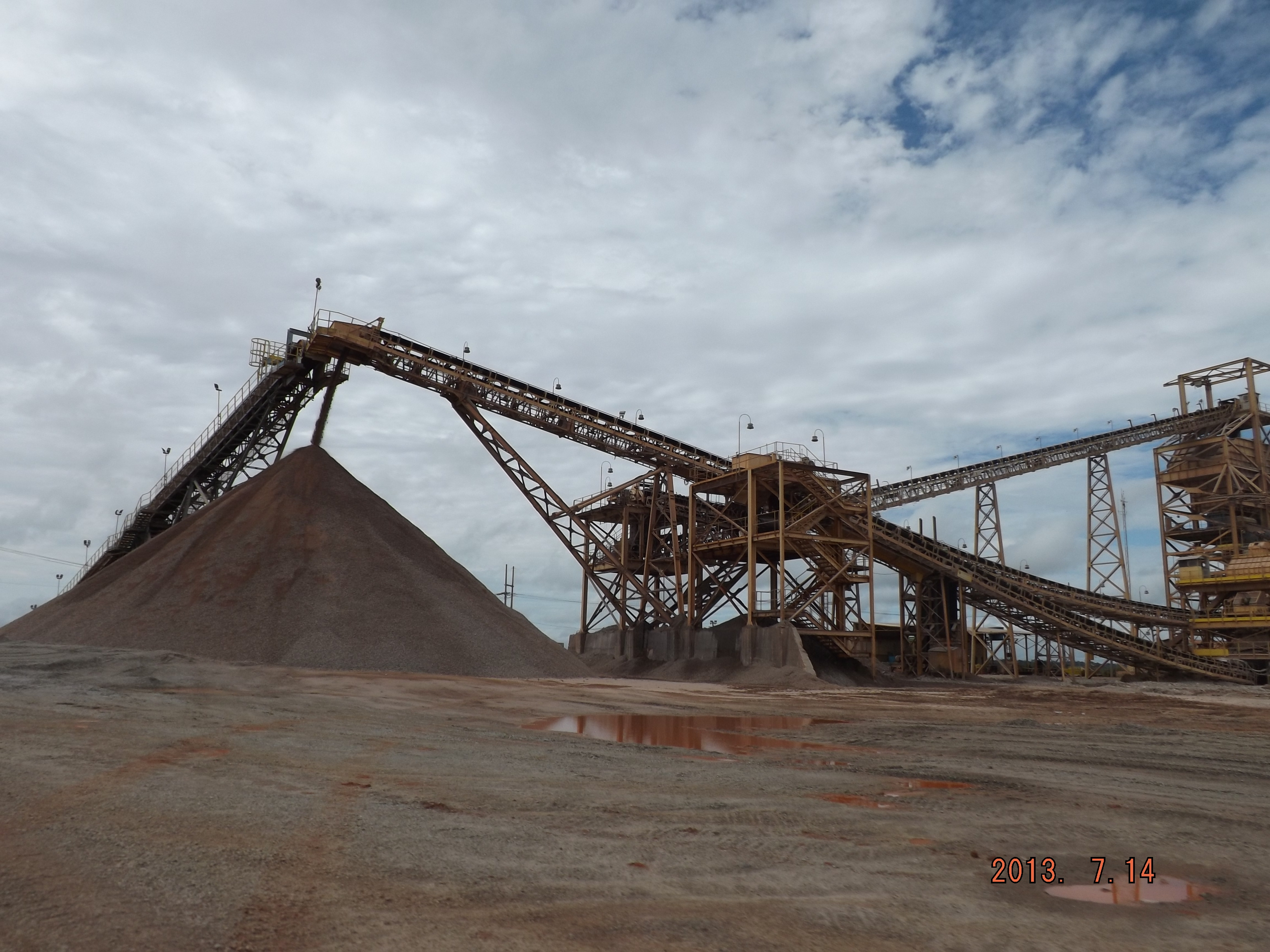
عملية التعدين لإحدى الشركات البرازيلية في موقع كان كثيف الأشجار في غابات الأمازون سابقًا.

العديد من مشاريع النقل المثيرة للجدل التي يتم تطويرها حاليًا في منطقة الأمازون تبرر بحجة أن مزارعي فول الصويا بحاجة لها. أدى افتتاح أول طريقين في الغابة إلى زيادة الاستيطان وإزالة الغابات في الغابات المطيرة. كان متوسط المعدل السنوي لإزالة الغابات بين عامي 2000 و 2005 (22392 كيلومترًا مربعًا أو 8646 ميلًا مربعًا في السنة) وهو أعلى بنسبة 18٪ من السنوات الخمس السابقة (19018 كيلومترًا مربعًا أو 7343 ميلًا مربعًا في السنة)، على الرغم من انخفاض إزالة الغابات بشكل كبير في منطقة الأمازون البرازيلية بين عامي 2004 و 2014 ، إلا أنها بدأت في الزيادة مرة أخرى.
ومنذ اكتشاف احتياطيات الوقود الأحفوري في غابات الأمازون، توسع نشاط التنقيب عن النفط بشكل مستمر، بلغت أنشطة الحفر ذروتها في غرب الأمازون خلال السبعينيات، تلتها طفرة أخرى في العقد الأول من القرن الحادي والعشرين. كان يتوجب على شركات النفط من أجل تأسيس البنية التحتية لعملياتها إنشاء طرق جديدة عبر الغابات، مما أدى في كثير من الأحيان إلى إزالة الغابات في المنطقة.
انتقدت الجماعات البيئية ونشطاء حقوق السكان الأصليين اتفاقية التجارة الحرة بين الاتحاد الأوروبي وميركوسور [الإنجليزية]، والتي من شأنها أن تنشئ واحدة من أكبر مناطق التجارة الحرة في العالم. نظرًا لأن الإتفاقية تسهل وصول الماشية البرازيلية إلى الأسواق، لذا كان هناك قلق من أنها قد تؤدي إلى زيادة تدمير غابات الأمازون.
وفقًا لتقرير صدر في نوفمبر 2021 من قبل المعهد الوطني لأبحاث الفضاء البرازيلي واستنادًا إلى بيانات الأقمار الصناعية، زادت إزالة الغابات بنسبة 22٪ خلال عام 2020 وهو أعلى مستوى لها منذ عام 2006.

### حرائق الغابات في عام 2019
خلال عام 2019، اندلع ما يقارب 72843 حريقًا في البرازيل أكثر من نصفها داخل منطقة الأمازون. في أغسطس 2019 بلغ عدد الحرائق رقمًا قياسيًا. كما ارتفعت نسبة قطع الأشجار وإزالة الغابات في منطقة الأمازون البرازيلية بما يزيد عن 88% في يونيو 2019 مقارنة بالشهر نفسه من عام 2018.

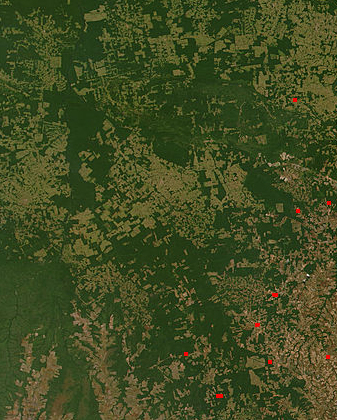
صورة من ناسا بالأقمار الصناعية لمراقبة إزالة الغابات في ولاية ماتو غروسو في البرازيل. يظهر فيها تحول غابات إلى مزارع وحقول (المناطق ذات اللون الشاحب)
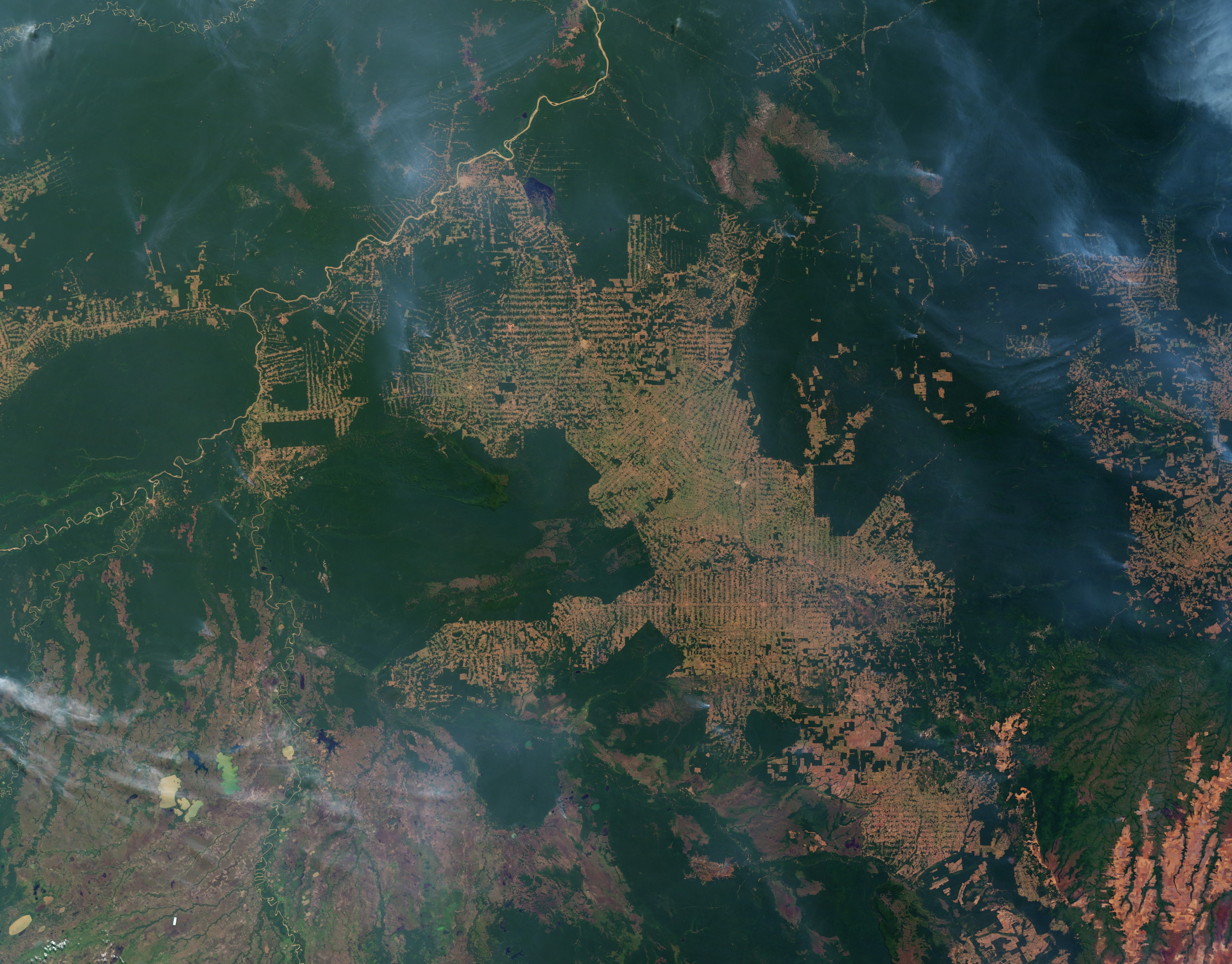
حرائق وإزالة الغابات في ولاية روندونيا
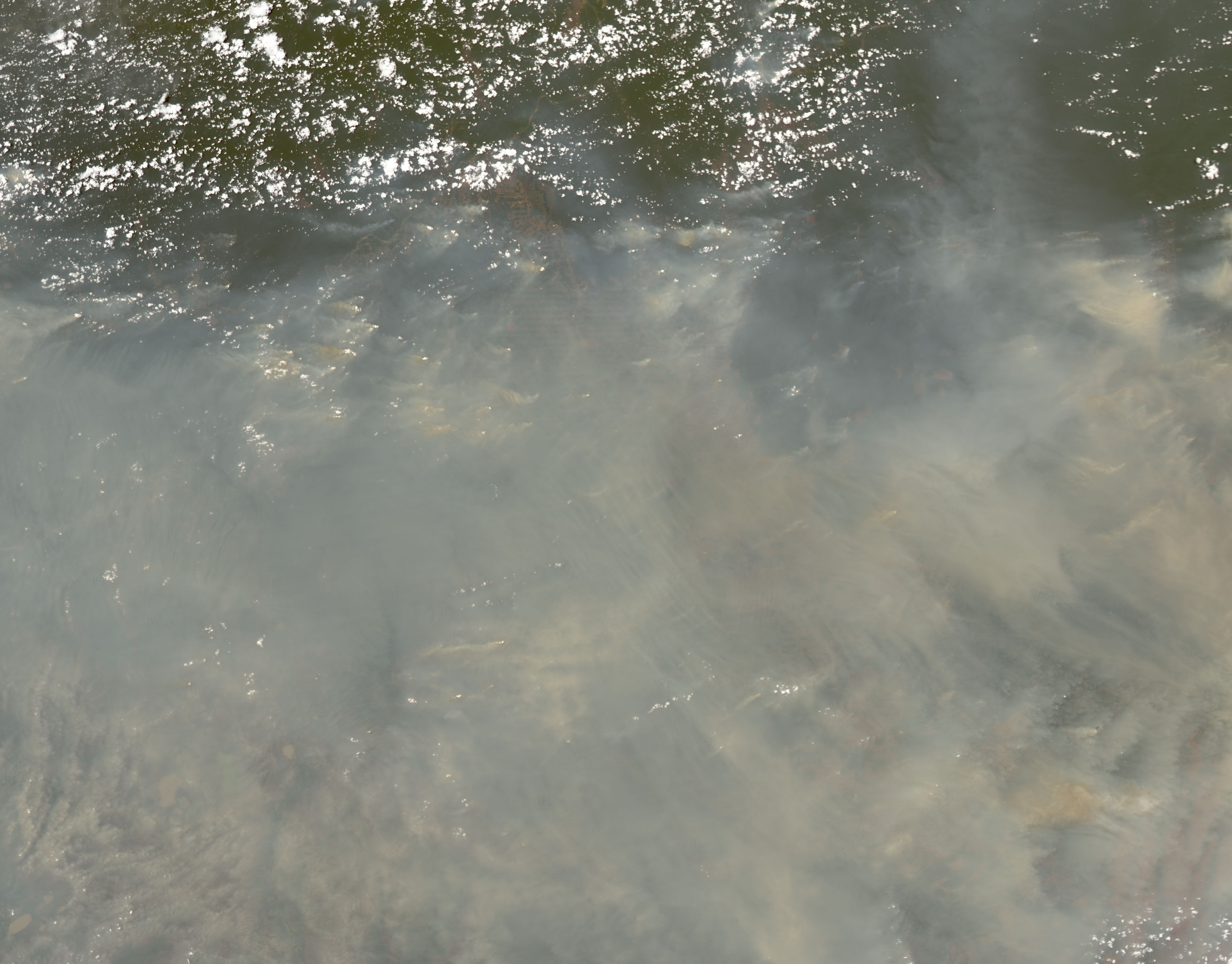
إحدى نتائج إزالة الغابات في منطقة الأمازون: دخان كثيف يخيم فوق الغابة
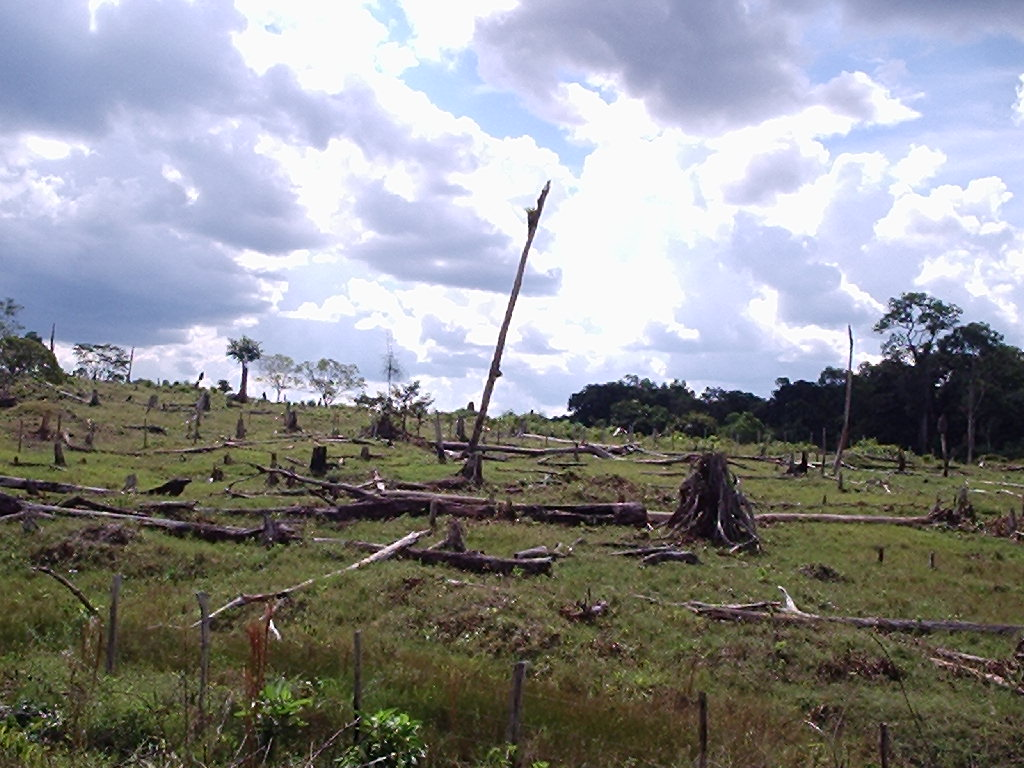
تأثير إزالة الغابات على الموائل الطبيعية للأشجار

تزامنت المساحة المتزايدة للغابات التي تضررت من الحرائق مع تخفيف الحكومة البرازيلية للقواعد البيئية. الجدير بالذكر أنه قبل تنفيذ هذه اللوائح في عام 2008 كانت المنطقة المتضررة من الحرائق أكبر أيضًا مما كانت عليه مقارنة بفترة التنظيم 2009-2018. ترتبط المنطقة المتضررة من الحرائق بعدد الأنواع المتأثرة، وبالتالي مع اقتراب هذه الحرائق من قلب حوض الأمازون فإن تأثيرها على التنوع البيولوجي سيزداد على نطاق واسع.

## الحفظ وتغير المناخ
يشعر علماء البيئة بالقلق إزاء فقدان التنوع البيولوجي الناتج عن تدمير غابة الأمازون وإطلاق الكربون الموجود داخل الغطاء النباتي، مما قد يؤدي إلى تفاقم ظاهرة الاحتباس الحراري. تشير التقديرات إلى أن غابات الأمازون دائمة الخضرة تساهم بنحو 10٪ من كمية المواد العضوية في العالم الناتجة عن عملية التمثيل الضوئي في جميع النباتات وغيرها من الكائنات ذاتية التغذية، وحوالي 10٪ من مخازن الكربون في النظم البيئية والذي يضيف ما يقرب من 1.1 × 10 ^ 11 طنًا متريًا من الكربون. بين عامي 1975 و 1996 تتراكم 0.62 ± 0.37 طن من الكربون لكل هكتار سنويًا. ومع ذلك أشارت التقارير الأخيرة الصادرة عام 2021 ولأول مرة إلى أن الأمازون تسبب في انبعاثات غازات الاحتباس الحراري أكثر مما امتصه. تدعي بعض المصادر أن الأمازون ينتج أكثر من ربع الأكسجين في العالم، وهذا مفهوم خاطئ وكثيرًا ما يُذكر، فهذه النسبة تشير في الواقع إلى دورة الأكسجين (انتاج الأكسجين واستهلاكه ضمن نطاق بيئي محدد). فمساهمة الأمازون في أنتاج الأكسجين على مستوى العالم هي نسبة قليلة جدا بالكاد تذكر.

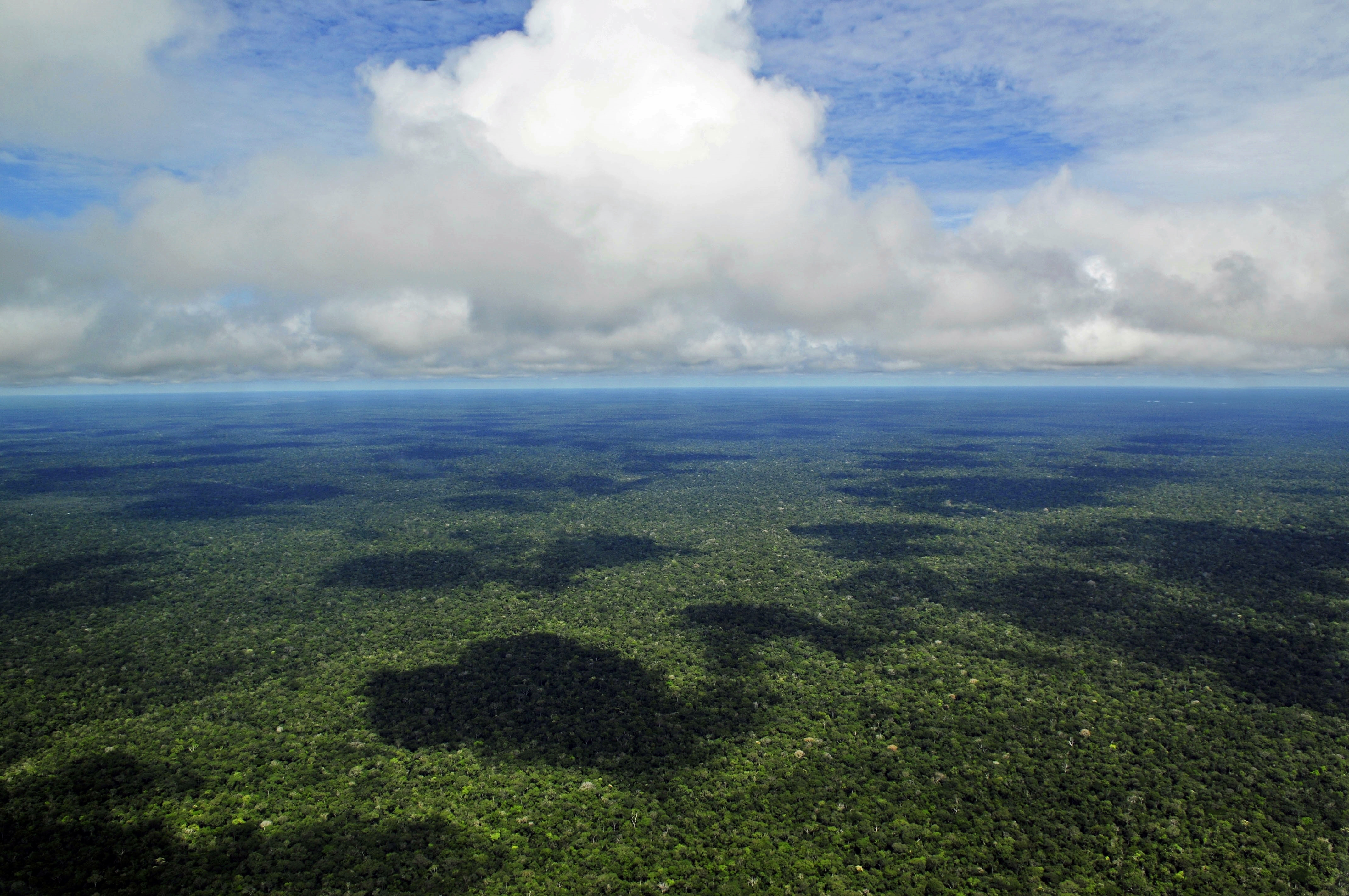
غابة الأمازون

يُظهر أحد النماذج الحاسوبية للتغير المناخي المستقبلي الناجم عن انبعاثات غازات الاحتباس الحراري، أن غابات الأمازون المطيرة يمكن أن تصبح غير مستدامة في ظل ظروف انخفاض حاد في هطول الأمطار وزيادة درجات الحرارة، مما يؤدي إلى خسارة شبه كاملة لغطاء الغابات المطيرة في الحوض بحلول عام 2100. ومع ذلك، فإن محاكاة تغير المناخ في حوض الأمازون عبر العديد من النماذج المختلفة ليست متسقة في تقديرها لأي استجابة لهطول الأمطار، بدءًا من الزيادات الضعيفة إلى الانخفاضات القوية.، تشير النتيجة إلى أن الغابات المطيرة يمكن أن تكون مهددة على الرغم من القرن الحادي والعشرين بسبب تغير المناخ بالإضافة إلى إزالة الغابات.
في عام 1989، ذكر عالم البيئة سي بيترز واثنان من زملائه أن هناك حافزًا اقتصاديًا وبيولوجيًا لحماية الغابات المطيرة. تم حساب هكتار واحد في منطقة الأمازون البيروفية بقيمة 6820 دولارًا أمريكيًا، إذا تم حصاد الغابات السليمة بشكل مستدام للفواكه واللاتكس والأخشاب؛ 1000 دولار في حالة قطع الأخشاب التجارية (غير المقطوعة بشكل مستدام)؛ أو 148 دولارًا إذا اِستُخدِمت كمراعي للماشية.
وفقا للصندوق العالمي للحياة البرية (وهي منظمة غير ربحية تعنى بالحفاظ على الطبيعة) فإن السياحة البيئية في منطقة الأمازون قد تساهم بشكل فعال في تقليل إزالة الغابات وتغير المناخ. السياحة البيئية غير مستغلة حاليًا في منطقة الأمازون ويرجع ذلك جزئيًا في ذلك إلى نقص المعلومات حول المواقع التي يمكن زيارتها. السياحة البيئية هي أيضا مجال يمكن للشعوب الأصلية العمل فيه وكسب المال. في عام 2009، نظر وزير الدولة البرازيلي للبيئة والتنمية المستدامة في مشروع السياحة البيئية الجزء التابع للبرازيل من غابات الأمازون على طول نهر أريبوانا في محمية أريبوان للتنمية المستدامة. كما توجد بعض السياحة البيئية المجتمعية في محمية ماميراوا للتنمية المستدامة. تنشط السياحة البيئية أيضًا في الجزء التابع لبيرو من غابات الأمازون، ويوجد عدد قليل من المنازل السياحية صديقة البيئة بين كوسكو ومادر دي ديوس.

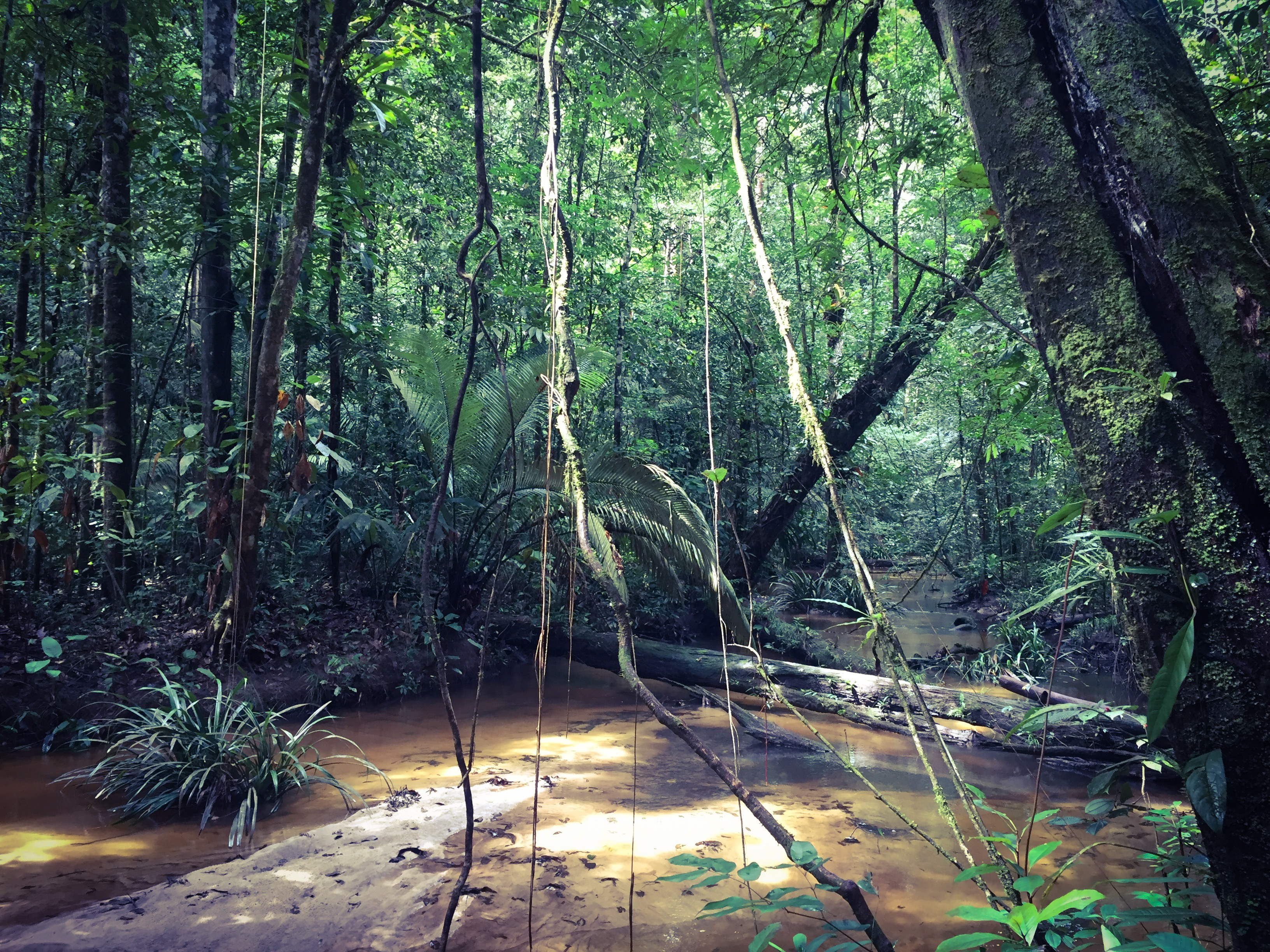
حديقة غويانا الأمازونية في غيانا الفرنسية.

مع استمرار تدمير أراضي السكان الأصليين من خلال إزالة الغابات والإبادة البيئية، كما هو الحال في منطقة الأمازون في بيرو. تستمر مجتمعات الغابات المطيرة للشعوب الأصلية في الاختفاء، بينما يواصل آخرون، مثل Urarina، الكفاح من أجل بقائهم الثقافي ومصير أراضيهم الحرجية. وفي الوقت نفسه، اكتسبت العلاقة بين الرئيسيات غير البشرية في عيش ورمزية شعوب أمريكا الجنوبية الأصلية في الأراضي المنخفضة اهتمامًا متزايدًا، وكذلك علم الأحياء الإثني وجهود الحفظ المجتمعية.
من عام 2002 إلى عام 2006، تضاعفت مساحة الأراضي المحفوظة في غابات الأمازون المطيرة ثلاث مرات تقريبًا وانخفضت معدلات إزالة الغابات إلى 60٪. تم وضع حوالي 1،000،000 كيلومتر مربع (250،000،000 فدان) في نوع من الحماية، والتي تضيف ما يصل إلى المقدار الحالي البالغ 1،730،000 كيلومتر مربع (430،000،000 فدان).
في أبريل 2019، أوقفت المحكمة الأكوادورية أنشطة التنقيب عن النفط في 180 ألف هكتار (440 ألف فدان) من غابات الأمازون المطيرة.
في يوليو 2019، منعت المحكمة الأكوادورية الحكومة من بيع أراضي بها غابات لشركات النفط. في سبتمبر 2019، وافقت الولايات المتحدة والبرازيل على تعزيز تنمية القطاع الخاص في منطقة الأمازون. كما تعهدوا بتقديم 100 مليون دولار لصندوق حماية التنوع البيولوجي لمنطقة الأمازون بقيادة القطاع الخاص. صرح وزير خارجية البرازيل أن فتح الغابات المطيرة أمام التنمية الاقتصادية هو السبيل الوحيد لحمايتها.
وجدت دراسة أجريت عام 2009 أن ارتفاع درجات الحرارة العالمية بمقدار 4 درجات مئوية (أعلى من مستويات ما قبل الصناعة) بحلول عام 2100 سيقتل 85% من غابات الأمازون المطيرة بينما سيؤدي ارتفاع درجة الحرارة بمقدار 3 درجات مئوية إلى قتل 75% من غابات الأمازون.

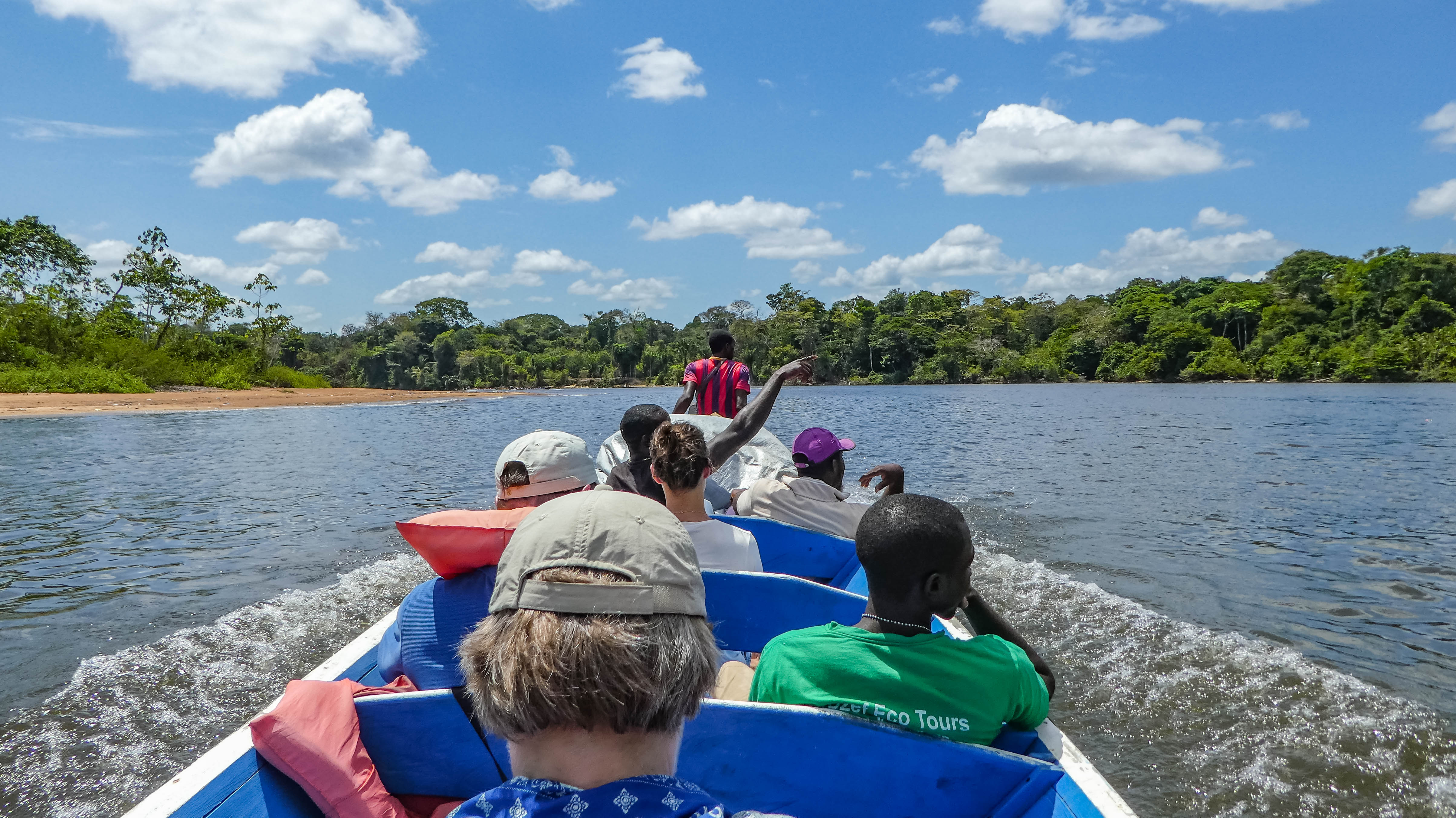
قارب ينقل السياح في نهر سورينام في سورينام.

إزالة الغابات في منطقة غابات الأمازون المطيرة لها تأثير سلبي على المناخ المحلي. كان أحد الأسباب الرئيسية للجفاف الشديد في 2014-2015 في البرازيل. وذلك لأن الرطوبة من الغابات مهمة لهطول الأمطار في البرازيل وباراغواي والأرجنتين. تنتج الغابات نصف هطول الأمطار في منطقة الأمازون.

### الاستشعار عن بعد
تعمل بيانات الاستشعار عن بعد على تعزيز فهم علماء البيئة لحوض الأمازون بشكل كبير. بالنظر إلى الموضوعية والتكاليف المنخفضة لتحليل الغطاء الأرضي والتغيير القائم على الأقمار الصناعية من المرجح أن يتم استخدام تقنية الاستشعار عن بعد لتحليل الحجم والموقع والأضرار الناجمة عن إزالة الغابات في الحوض. علاوة على ذلك ، فإن الاستشعار عن بعد هو أفضل وربما الطريقة الوحيدة الممكنة لدراسة غابات الأمازون على نطاق واسع.

### تأثير حالات الجفاف في منطقة الأمازون
في عام 2005، تعرضت أجزاء من حوض الأمازون لأسوأ موجة جفاف منذ مائة عام، وكانت هناك مؤشرات على أن عام 2006 ربما كان العام الثاني على التوالي من الجفاف. أفادت مقالة نشرت في 23 يوليو 2006 في صحيفة الإندبندنت البريطانية عن نتائج مركز وودز هول للأبحاث، والتي تبين أن الغابة في شكلها الحالي يمكن أن تعيش ثلاث سنوات فقط من الجفاف. جادل العلماء في المعهد الوطني البرازيلي للبحوث الأمازونية في المقال بأن استجابة الجفاف هذه إلى جانب آثار إزالة الغابات على المناخ الإقليمي، تدفع الغابات المطيرة نحو «نقطة تحول» حيث ستبدأ في الموت بشكل لا رجعة فيه. وخلصت إلى أن الغابة على وشك التحول إلى سافانا أو صحراء، مع عواقب وخيمة على مناخ العالم.

نهر الأمازون من الجو.

وفقًا للصندوق العالمي للطبيعة، فإن الجمع بين تغير المناخ وإزالة الغابات يزيد من تأثير تجفيف الأشجار الميتة التي تغذي حرائق الغابات.
في عام 2010، تعرضت غابات الأمازون المطيرة لجفاف حاد آخر، كان أكثر حدة من جفاف عام 2005 في بعض المناطق. بلغت مساحة الغابات المطيرة المتأثرة بالجفاف حوالي 3،000،000 كيلومتر مربع (1،160،000 ميل مربع) مقارنة بـ 1،900،000 كيلومتر مربع (734،000 ميل مربع) في عام 2005. كان لجفاف عام 2010 ثلاثة بؤر لموت الغطاء النباتي في حين تركز الجفاف عام 2005 في الجنوب الغربي، ونشرت نتائج البحث في مجلة Science. تمتص غابات الأمازون في سنة نموذجية ما يعادل 1.5 جيجا طن من ثاني أكسيد الكربون. خلافا لذلك أُطلِقَ 5 جيجا طن خلال عام 2005 وفي عام 2010 أُطلِقَ ما يقارب ال 8 جيجا طن. كان الجفاف شديدًا أيضًا في أعوام 2010 و 2015 و 2016.
في عام 2019 خفضت السلطات في البرازيل إجراءات حماية غابات الأمازون المطيرة، مما أدى إلى خسارة فادحة في عدد الأشجار. وفقًا للمعهد الوطني البرازيلي لأبحاث الفضاء (INPE)، زادت إزالة الغابات في منطقة الأمازون البرازيلية لأكثر من 50% في الأشهر الثلاثة الأولى من عام 2020 مقارنة بنفس الفترة للأشهر الثلاثة الماضية من عام 2019.
في عام 2020، لوحظ ارتفاع بنسبة 17% في حرائق غابات الأمازون، وهو ما يمثل أسوأ بداية لموسم الحرائق منذ عقد. وشهدت الأيام العشرة الأولى من أغسطس 2020 ما يقارب الـ 10136 حريقًا. أظهر تحليل للأرقام الحكومية زيادة بنسبة 81% في حرائق الاحتياطيات الفيدرالية، مقارنة بالفترة نفسها من عام 2019. ومع ذلك، رفض الرئيس جايير بولسونارو الاعتراف بوجود حرائق، واصفا إياها بـ «الكذب»، على الرغم من البيانات التي قدمتها حكومته. في سبتمبر 2020 حددت الأقمار الصناعية 32,017 نقطة ساخنة في أكبر غابة مطيرة في العالم بزيادة 61٪ عن نفس الشهر في عام 2019. كما زاد عدد النقاط الساخنة في الغابة بشكل كبير في أكتوبر (حوالي 17000 حريق مشتعل في غابات الأمازون المطيرة) ، وهو أكثر من ضعف العدد المبلغ عنه في نفس الشهر من العام الماضي.

## أخطار الاعتداء على الغابات
استخدم فريق للدراسة تقنيات أكثر تطوراً من سابقاتها بالاعتماد على صور الأقمار الصناعية التي مكنتهم من التقاط أنشطة بشرية لم يكن رصدها ممكناً، ولم تكن للصور التقليدية أن تبين بعض جوانب المشكلة لأن الحطابين يختارون أشجاراً عالية القيمة كشجر الماهوجاني، ويجري الاعتداء على الغابات من خلال عمليات الجرف، وقطع الأشجار والنباتات وتحويلها إلى طرق سريعة ومدن سكنية كما تتم فيها زراعة المخدرات وإنشاء معامل لتصنيع وتحويل المخدرات وتهريبها إلى جميع أنحاء العالم من خلال عصابات تعمل بمساعدة بعض الحٌكام والدكتاتوريّين حول العالم.
وبعد بحوث ودراسات استعان الباحثون بموارد الوكالة الأمريكية للفضاء «ناسا»، وخلصت الدراسة إلى أن المناطق التي دُمرت من غابات الأمطار في الأمازون ما بين أعوام 1999-2002 أكبر مما كان متوقعا بآلاف الكيلومترات المربعة، كما تقول الدراسة أن كمية غاز الكربون الناتج عن الأنشطة البشرية في الأمازون أكبر بـ 25 بالمئة، مما يكفي للمساهمة في الاحتباس الحراري، وأشاد المسؤولون البرازيليون بالدراسة لتسليطها الضوء على انتقاء أشجار دون غيرها، رغم تشكيكهم في مصداقية أرقامها.
وقد ادعى بعض رجال الأعمال الذين يستغلون أخشاب الأمازون أن «قطع أشجار وترك أخرى» أقل ضررًا على البيئة، لكن المدافعين عن البيئة يؤكدون أن بلوغ الأشجار عالية الجودة يتطلب بناء طرق وإحضار تجهيزات ثقيلة إلى قلب الغابات مما أدى إلى أسوأ جفاف للمنطقة منذ أكثر من 40 عاماً، فضلا عن إلحاق أضرار بأكبر الغابات المطيرة في العالم وإشعال حرائق في حوض نهر الأمازون وإصابة سكان المناطق المطلة على النهر بأمراض تلوث مياه الشرب، كما أدى لموت ملايين الأسماك بسبب جفاف الجداول.
وقال صياد السمك البالغ من العمر 33 عاماً «دونيسفالدو ميندونكا دا سيلفا» «الشيء الفظيع بالنسبة لنا هو أن كل هذه الأسماك نفذت وعندما تعود المياه لن يكون هناك أي منها».
وقد أعلن حاكم ولاية أمازوناس عن حالة الأزمة في 16 بلدية بالمنطقة إثر الجفاف المستمر، إضافة إلى صعوبة حصول سكان مناطق النهر على الطعام أو بيع المحاصيل، ويلقي بعض العلماء باللوم على درجة حرارة المحيط المرتفعة بسبب ارتفاع درجة حرارة الأرض والتي ترتبط أيضاً بسلسلة أعاصير غير عادية مهلكة ضربت الولايات المتحدة وأمريكا الوسطى في الآونة الأخيرة، ويقول بعض العلماء إن الهواء المرتفع في شمال المحيط الأطلسي الذي يغذي العواصف ربما أدى إلى هبوط الهواء فوق الأمازون ومنع تشكيل السحب وسقوط الأمطار.

## طالع أيضًا
- غابات الكونغو المطيرة: ثاني أكبر غابة استوائية في العالم بعد الأمازون.